# 玉座

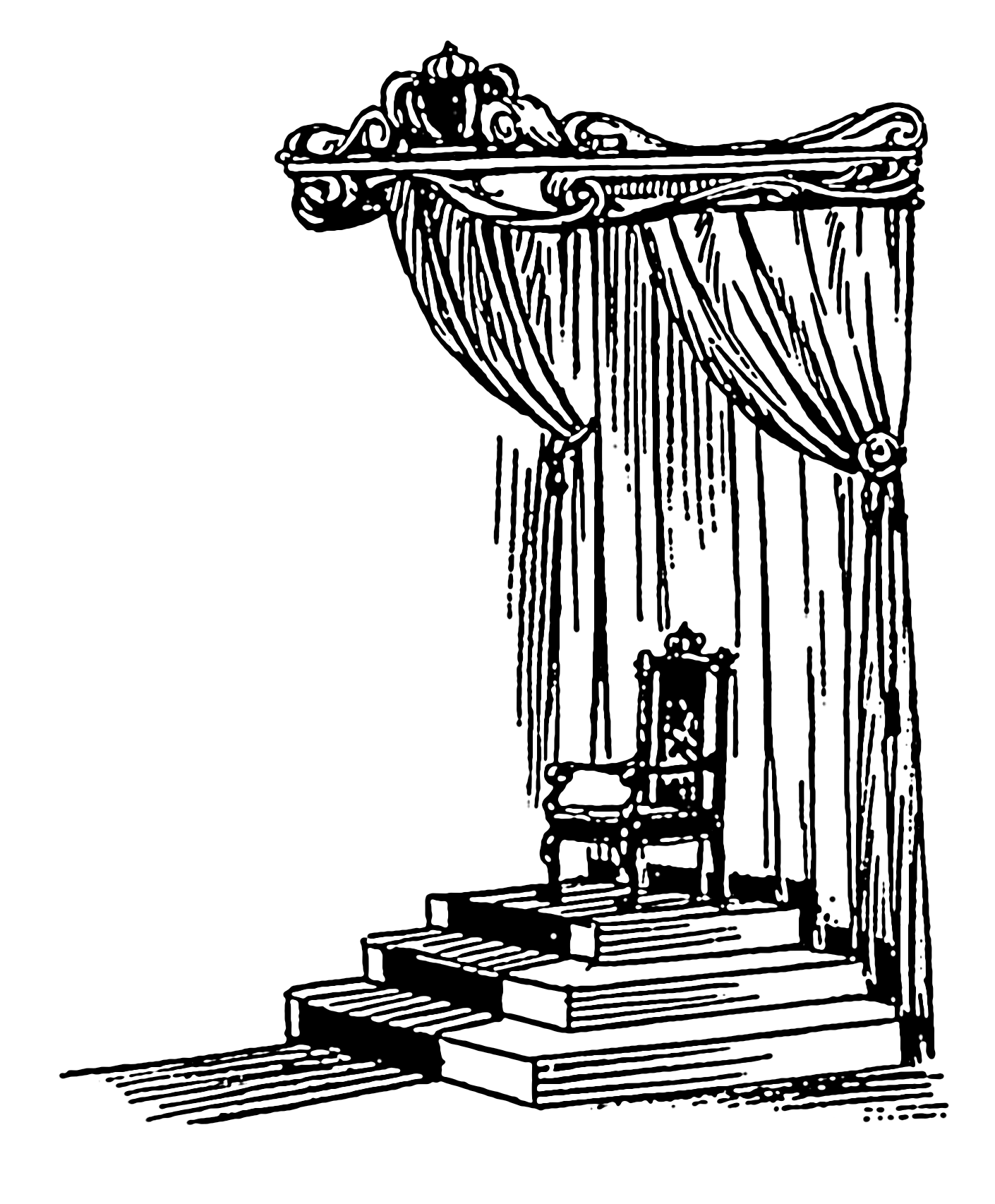
典型的な西洋式玉座の絵。座具は壇上に設置され、その上には天蓋がある。

玉座（ぎょくざ、英: throne）は、国家の君主（国王や皇帝など）などが、君主としての儀式などの際に座る座具、椅子のこと。王権などを象徴するものであり、玉座という言葉は王権と同義として使われることもある。

## 概要
さまざまな様式、デザイン

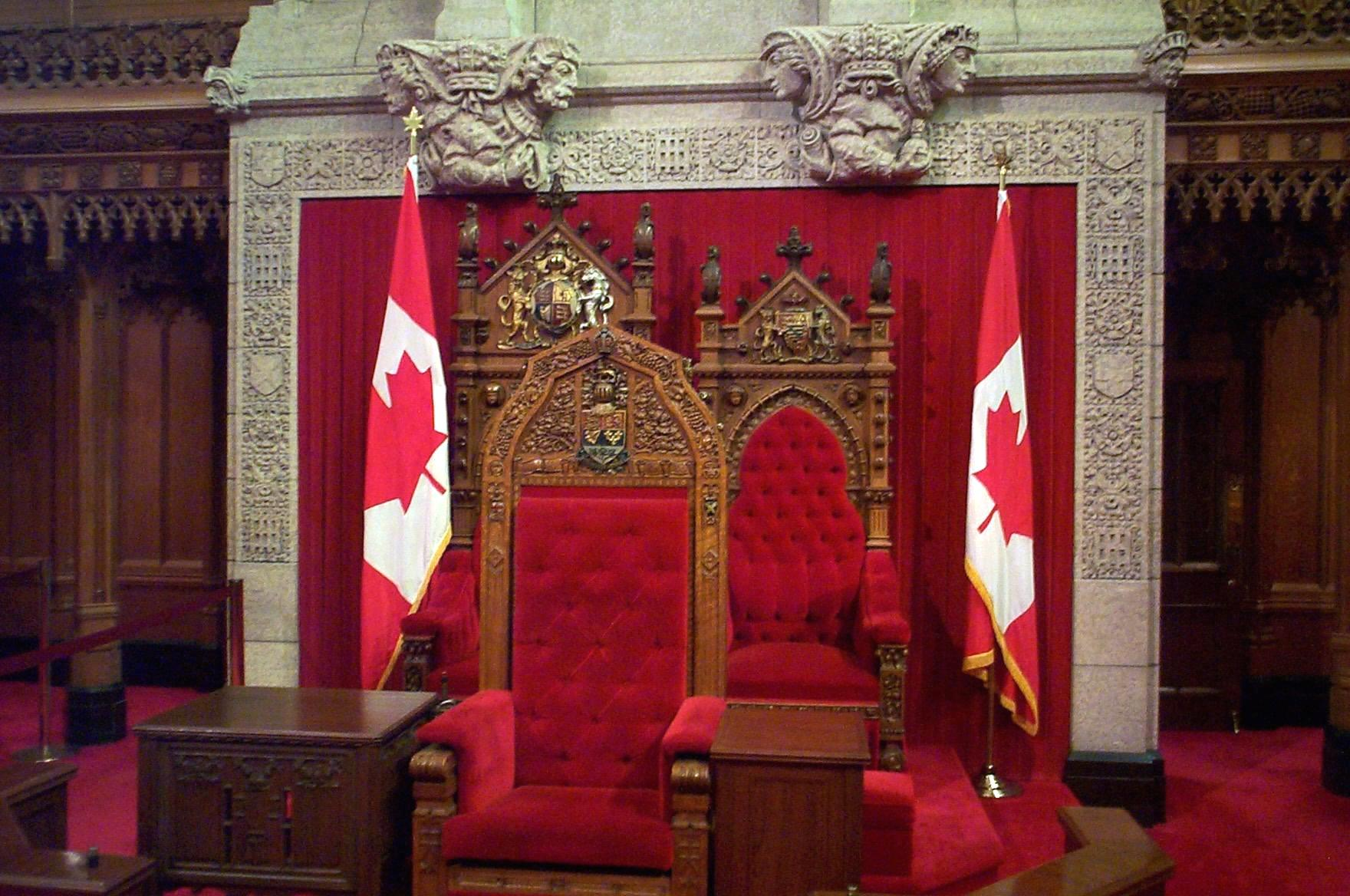
カナダ上院にある、カナダ国王としてのエリザベス2世とエディンバラ公フィリップ（後方）の玉座。議会の開始の際は通常、カナダの総督とその配偶者が玉座に座っている（前方にある椅子は上院議員の発言者が使用する）。

玉座はアフリカ等の地域にあるスツールから、ヨーロッパ・アジア地域の華やかな椅子やベンチのようなデザインに至るまで範囲も様々である。
常にではないものの、玉座はその国家や民衆が持っている哲学的あるいは宗教的なイデオロギーと結びついていることが多く、そのことが在位している君主の下で人民を統治すると共に、玉座にいる君主をかつて玉座に座っていた先代君主と結びつけるという二重の役割を果たしている。そのため、一般的に玉座の多くは、その土地にとって価値が高く大切な物とされる発見の難しい希少な素材でできていたり製造されている。玉座の大きさについては、国家権力の道具として大規模かつ華やいだデザインになる事もあれば、デザインに貴重な素材が何も無かったり殆ど盛り込まれていない象徴的な椅子の場合もある。
宗教的な王座
多くの一神教や多神教において、「玉座」は神の座席（神座）という意味にもなる。こうした信念は古代にさかのぼり、現存する芸術作品や、玉座に座った古代の神（オリュンポス十二神のような）を論じる文書に見ることができる。主要なアブラハムの宗教（ユダヤ教、キリスト教、イスラム教）では神の御座(Throne of God)という概念があり、宗教的聖典と教えの中で裏付けされている。なお、キリスト教の宗教儀式では、教皇や司教のための座席に関しても玉座(Throne)という用語を使っている。
語源
玉座（英語throne）の語源は、ギリシャ語のθρόνος （thronos）が由来で、「座席・椅子」を意味する。足置き台のついた椅子で格調高いものではあったが、権力を暗示したりはしない普通の椅子だった。さらに遡るとインド・ヨーロッパ祖語の*dher- が根源で、その意味は「支えること」（またはダルマ教における「職位、犠牲の柱」）である。
一方「玉座」（漢字）の語源は、古代中国の戦国時代における有力諸侯がみな王号であるなか、中華統一を果たした秦の嬴政が諸国の王の上にある称号として「皇帝」を名乗った。この「皇」という文字が「王の上部に玉飾を加えている形で、上部（白）が玉の光輝を示す形」を表したものであり、王よりも地位の高い皇帝の着座する席が「玉座」になったとされている（始皇帝の座席に、実際に玉が象眼でがちりばめられていたからとの説もあり）。

## 歴史

### 古代
古代から玉座は君主と神々のシンボルとされていた。椅子に腰かける君主および神の描写は、古代オリエントの美術表現の共通主題である。
ホメロスによると、アカイア人は、神々が望むときにいつでも座れるよう、宮殿や寺院に空席の玉座を設けることが知られていた。最も有名なもののは、アミクレスにあるアポローンの玉座である。
古代ローマには2種類の玉座があった。1つは皇帝のため、もう1つは女神ローマのためのもので、礼拝の中心としてその玉座には彼女の彫像が据えられた。

### ユダヤ教聖典
ヘブライ語聖書にある「 כסא （キッセ）」というヘブライ語を英語翻訳したものが「Throne（スローン・玉座）」である。出エジプト記のファラオは玉座に座っていると記述されているが（出エジプト記 Exodus 11:5, Exodus 12:29）、たいていの場合はイスラエル王国の玉座を指しており、しばしば「ダビデの玉座」または「ソロモンの玉座」と称される。ソロモンの玉座については列王記1 Kings 10:18-20で「さらに王は象牙の偉大な玉座を作り、それに最高の金箔を施した..玉座には6つの階段があり、玉座の頂点は背後が丸くなっている。座席の両側にはひじ掛けがあり、その傍らに2頭のライオン（獅子像）が立っていた。そして6つの各階段にも左右に獅子像が計12頭立っていた。どの王国にも似たようなものはなかった」と記述されている。エステル記Esther 5:3では、同じ単語がペルシア王の玉座を指す。 
神のヤハウェ自身はしばしば玉座に座っていると記述され、聖書の外では神の御座として、詩篇においては特にイザヤ書Isaiah 66:1にて、「天が私の玉座であり、地球は私の足置き台である」とヤハウェは自ら語っている（この詩句はマタイによる福音書Matthew 5:34-35にて示唆されている）。

### 中世から近代初頭

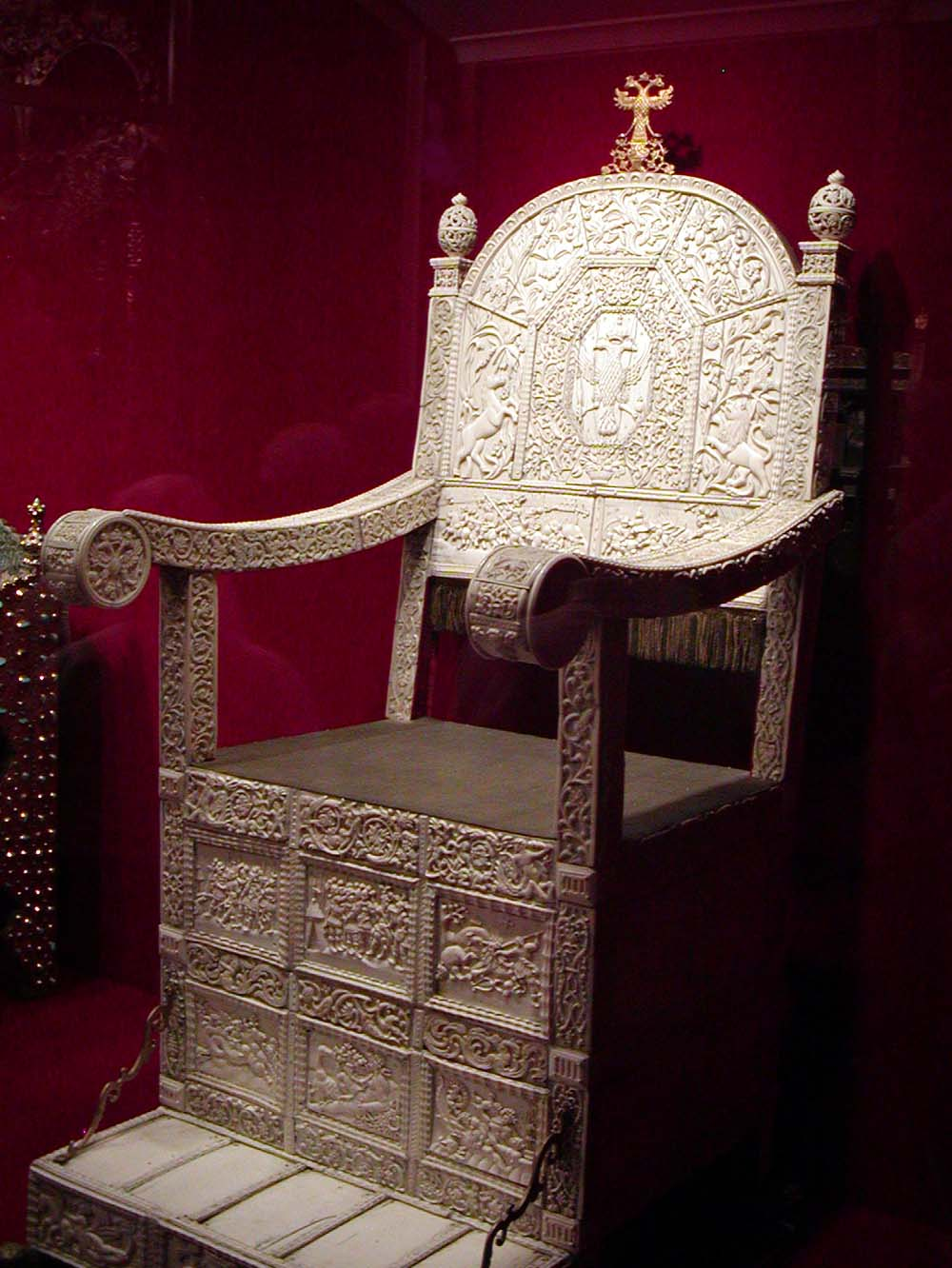
象牙製のイヴァン4世の玉座

一般に西暦395年以降とされるビザンチン帝国（マグナウラ宮殿）の玉座には、鳥がさえずる精巧なオートマタが含まれていた。
ヨーロッパの中世の封建国では、君主はたいていローマの政務官の椅子を基にした玉座に座っていたが、もともとのローマの執政官の椅子はアジアの玉座と比較すれば簡素なものだった。
16世紀半ばのイヴァン4世（通称イヴァン雷帝）の玉座は、肘掛け付きの高背椅子の形状をしており、象牙およびセイウチ骨の飾り板には神話的な、紋章的な、生命の情景が複雑に彫刻されて装飾されている。キリスト教徒の君主の理想とみなされていた、ダビデ王の生涯に関する聖書記述からのシーンが彫刻された飾り板も見られる。 
実際には、公式な場所で君主が占有していた椅子はどれも「玉座」の役割を果たしたのだが、君主が頻繁に向かう場所にはそのためだけに使用される特別な椅子が保管されていることも多かった。玉座は国王と女王のためにペアで作られるようになり、後年ではそれが一般的となった。2つの席は同一であるか、場合によっては女王の玉座は僅かに壮麗さを控え目にした。
なおフランス国王の即位式（en:Coronation of the French monarch）は、フランス国王の始祖クローヴィスがランスで洗礼を受けたとの故事にちなんで、代々 ランスのノートルダム大聖堂で行われ、新国王は椅子に座るのではなく、教会堂の中の周囲を幕で囲われた場所で、大司教が立っている前にひざまづいて行われるので、フランス国王の戴冠式には玉座は使われなかった。ルイ14世は、ヴェルサイユ宮殿に貴族たちを集め、貴族たちに露骨に序列をつけ、貴族に宮殿内の部屋に住むように強要し、王の寝室の近くの部屋に暮らし挨拶のために頻繁に王に近づける者ほど高い地位であり重用され経済的にも恵まれるというシステムを構築することで権力を維持し、ヴェルサイユ宮殿の自分の寝室を貴族たちに公開し、貴族たちはフランス王と少しでも親しくなろうとして国王の寝室で挨拶しようとして行列をつくり、国王の側もその挨拶の場（国王の寝室）を自分の権力を貴族たちに見せつける場として利用した。王権の正当性を主張して王権を維持するためには、策略や疑心暗鬼が渦巻き王の毒殺も起きたフランスでは、王子はまぎれもなく本当に王の子で、本当に妃のお腹から産まれた子だ、と貴族たちに向かって証明する必要があり、とうとうルイ14世は、妃がヴェルサイユの寝室で出産するところまで完全に貴族たちに公開した。少し奇妙だが、フランスの場合、国王の権力を象徴する家具は、国王が座る椅子ではなく、ヴェルサイユ宮殿内の"寝室のベッド"がその機能を果たした。
14世紀に興り15世紀から19世紀にかけて広大な版図を誇ったオスマン帝国のチュニスにある摂政地域（名目上はオスマン帝国の州、事実上は独立した領域）では、玉座が「クルシ(kursi)」と呼ばれていた。
近代初期の時代にも、伝統の雰囲気を醸しだす中世の例は維持される傾向があり、新しい玉座が作られた時には中世のスタイルを継承するか、あるいは現代的な椅子か肘掛け椅子の非常に壮大で精巧なものだった。
- 西ローマ皇帝のホノリウスとその玉座
- オスマン2世の即位式の玉座

## 南アジア

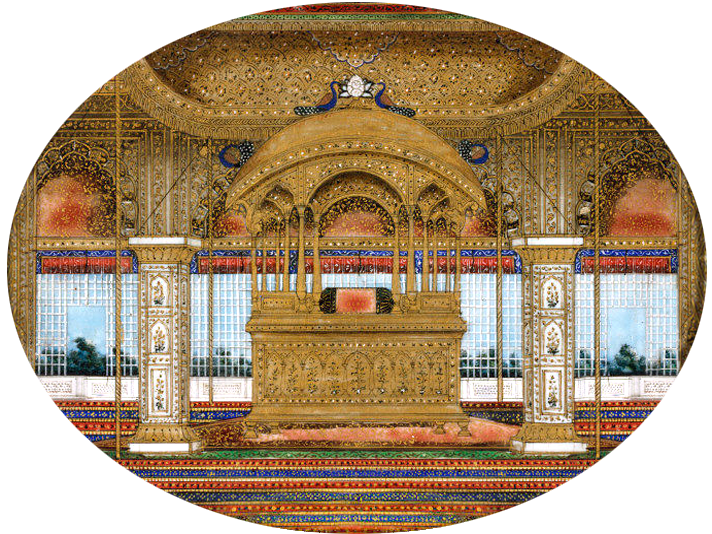
赤い城のディワニ・カースという謁見殿にある、孔雀の玉座を描いた絵画、1850年頃

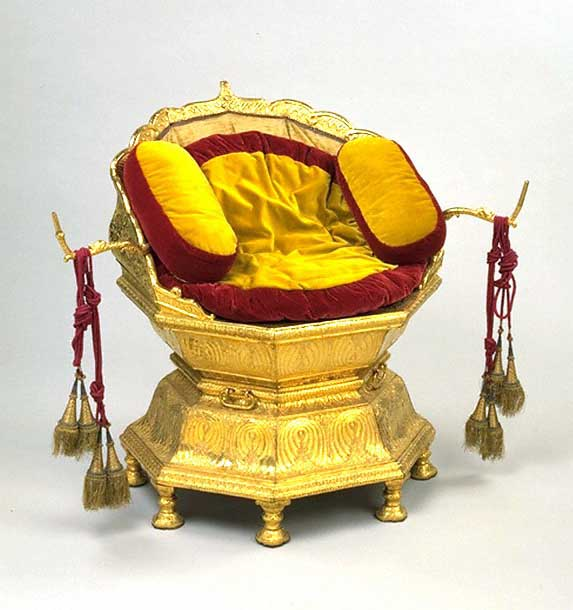
マハーラージャ、ランジート・シングの玉座

インド亜大陸では、玉座の伝統的なサンスクリット名はsiṃhāsana（シムハーサナ、獅子の座席という意味）であった。 ムガル帝国の時代には、玉座が Shāhī takht（シャーヒータクスト）と呼ばれた。gaddi（ヒンドゥスターニー語発音: [ˈɡəd̪d̪i]、rājgaddīとも呼ぶ）という用語は、インドの藩王達により玉座として使われたクッション付きの座席のことだった。gaddi は通常、ヒンドゥーの藩王国の支配者の玉座に対して使われた用語だが、ムスリムの藩王やナワーブの間ではトラヴァンコール王国の王族といった例外もあり、両方の座席が似ていたとはいえ、musnad ([ˈməsnəd])またはmusnud という用語のほうがより一般的だった。
ジャハーンギールの玉座(en)は1602年にムガル皇帝ジャハーンギールによって造られ、アーグラ城塞のディワニ・カース（貴賓謁見の間）に据えられている。
孔雀の玉座 はインドのムガル皇帝の席だった。 それは17世紀初めに皇帝シャー・ジャハーンにより命ぜられ、デリーの赤い城に置かれた。オリジナルの玉座は1739年、ペルシャ王ナーディル・シャーによって戦利品として接収され、以来ずっと失われている。その後、オリジナルに基づく代理の玉座が委託され、1857年のインド大反乱（いわゆるセポイの乱）まで存在した。
シク王国のマハーラージャであるランジート・シングの玉座は、1820年から1830年に金細工職人のハフェツ・ムハンマド・ムルターニによって作られた。木材と樹脂でできており、彫金のシートで覆われ、多彩な彫刻が金に施されている。
カンナダ語地域にある黄金の玉座(en)（またはChinnada SimhasanaまたはRatna Simahasana）は、マイソール王国の支配者の玉座である。黄金の玉座はマイソール宮殿に保管されている。

## 東南アジア

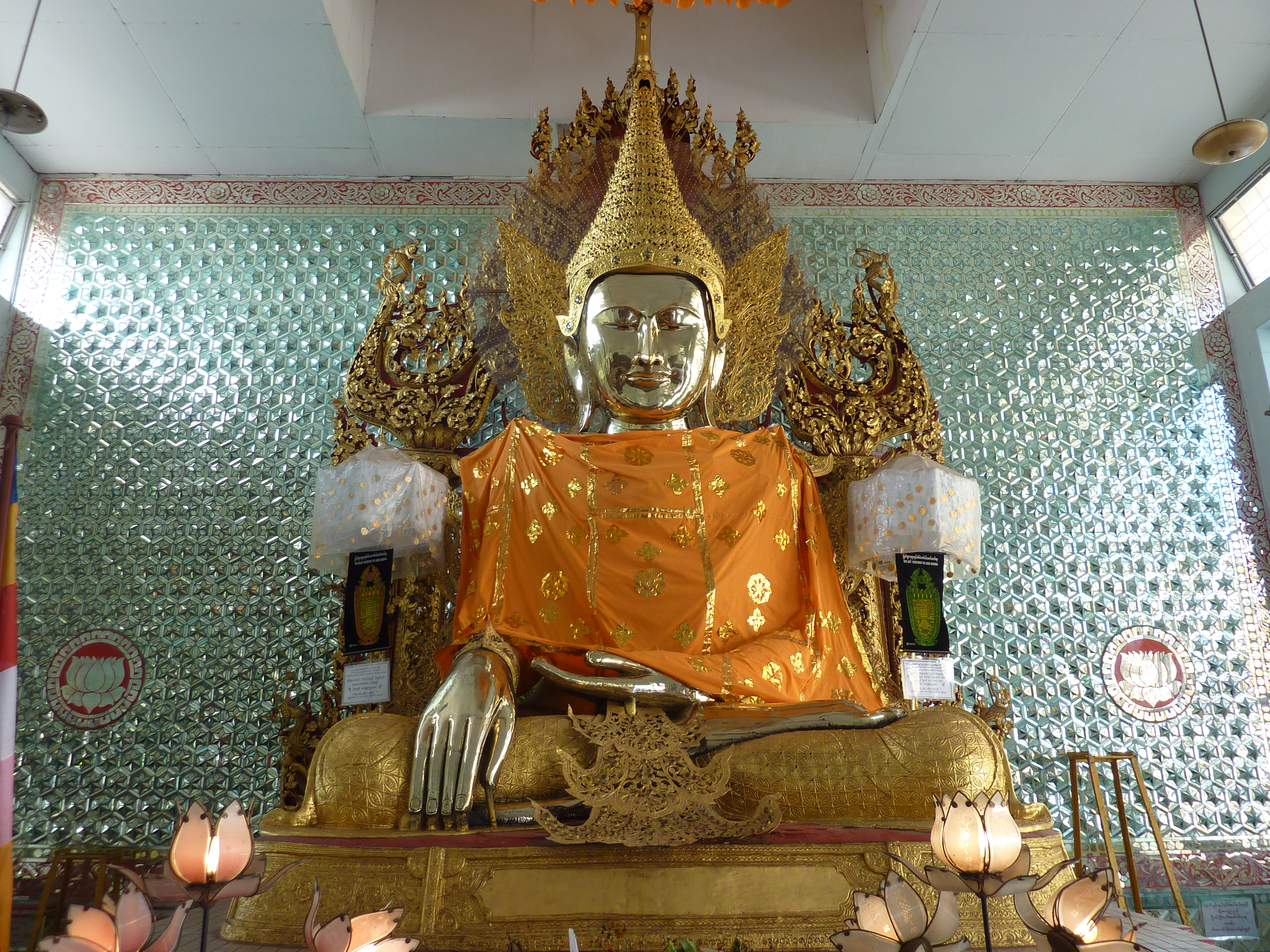
伝統的なビルマの玉座に座っている、チャイッコウッ・パヤー寺院の仏像

ビルマでは玉座の伝統的な名前はPalin（パリン）で、この言葉はパーリ語のpallaṅkaからで、「カウチ」または「ソファ」を意味する。植民地以前時代のビルマのパリンは、君主とその正妻を座らせるために使用され、現在ではサヤドーなど宗教指導者の座席や仏像の座として使用されている。王家の玉座はヤザパリン（ရာဇပလ္လင်）と呼ばれ、仏像や彫像の座はガウパリン（ဂေါ့ပလ္လင်）、サマクハン（စမ္မခဏ်）と呼ばれている、これはパーリ語のsammakhaṇḍaが由来である。

## 東アジア

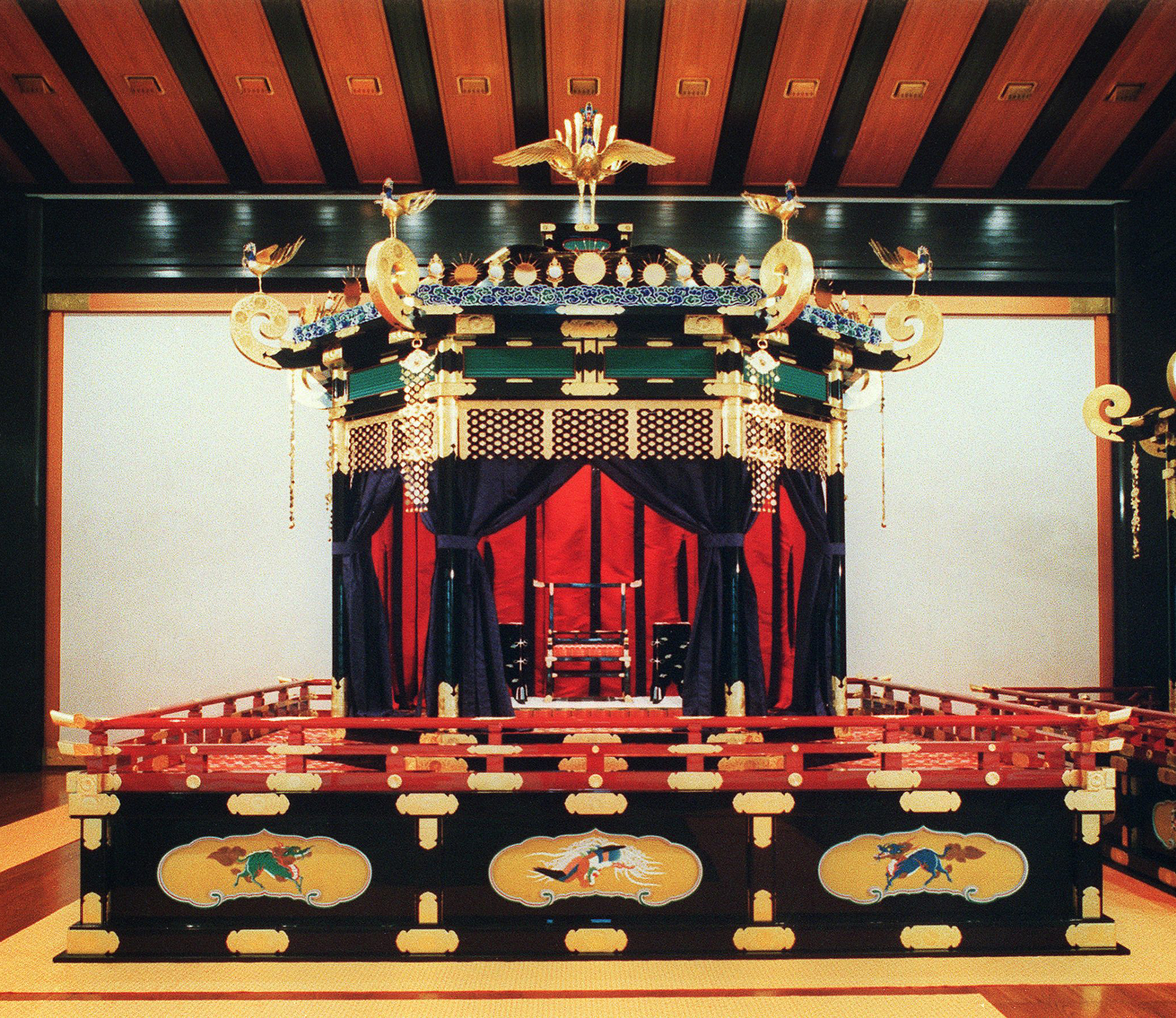
京都御所に保管されている高御座は、皇位継承儀式で使われる。 1990年に当時の天皇明仁が使用しており、2019年10月の即位礼正殿の儀では、現在の天皇徳仁が使用した。

皇位を意味する「御座居（みくらい）」とは、日本の天皇が玉座に居ることを指す用語である。御座の訓読みにあたる「みくら」が天皇の玉座のことで、京都御所の紫宸殿にある高御座（たかみくら）など非常に特定された玉座を指す場合もある 。
沖縄県那覇市には、琉球王国の玉座が首里城に置かれていた。太平洋戦争でオリジナルは全て失われてしまったが、首里城の正殿「唐破風（からふぁーふー）」を復元させる際に内部の玉座も復元された。
龍椅(en)は、中国の皇帝の玉座を指す用語である。 龍は神々しい皇帝権力の象徴であったため、生ける神とみなされた皇帝の玉座が龍椅として知られていた。この用語は、紫禁城にある様々な建造物や円明園の宮殿における特別な座席のように非常に特定の座席を指している。 抽象的な意味では、「龍椅」もまた国家元首および君主制そのものを指す言葉である。
ベトナムの皇帝に関しても、玉座をベトナムの龍椅と言う。
어좌(eojwa)は、韓国の玉座を指す用語である。抽象的な意味では、李氏朝鮮（1392-1897年）と大韓帝国（1897-1910年）の国家元首を修辞する言葉ともなっている。玉座はソウルの景福宮にある。

## 近代以降
ロシア帝国時代には、冬宮殿にある聖ジョージ広間(en)（大玉座の間）の玉座がロシア皇帝の玉座とみなされた。それは上にプロセニアム・アーチと後ろに皇帝家の象徴（双頭の鷲）がある7つの段の上に鎮座している。ピョートル1世の部屋 （小玉座の間）は前者と比べて控え目である。この玉座はロンドンのアンナ・イヴァノヴナ皇后のために作られた。ペテルゴフ宮殿の 大玉座の間にも玉座がある。
一部の君主制の国では、玉座は今でも使用されており、重要な象徴的かつ儀式的な意味を持っている。依然として使用されている最も有名な玉座にはイギリスの君主が戴冠式で使うエドワード王の椅子があるほか、イギリス、オランダ、カナダ、オーストラリア、日本やその他の国で、国会開会時に君主が使うことになる玉座がある。
いくつかの共和国では、ある国家式典において区別を表す玉座のような椅子を使用している。 アイルランドの大統領は、就任式の際に前副王の玉座に座る。一方で英国とアイルランドの多くの（大都市の）市長は、しばしば玉座のような椅子から地方議会を統括する。

## キリスト教の宗教的な玉座
詳細は司教座を参照
玉座とは、その国を統治する国王や皇帝など「君主のためにある座席」であって、宗教的権威者の座席は本来該当しない。しかしながら、主にキリスト教系の宗教儀式では、神や聖典が鎮座するための椅子だけでなく、高位聖職者（ローマ教皇や司教）が着座する席のことも「玉座(Throne)」と伝統的に呼びならわしているため、宗教的な玉座として以下に解説する。

### キリスト教聖書

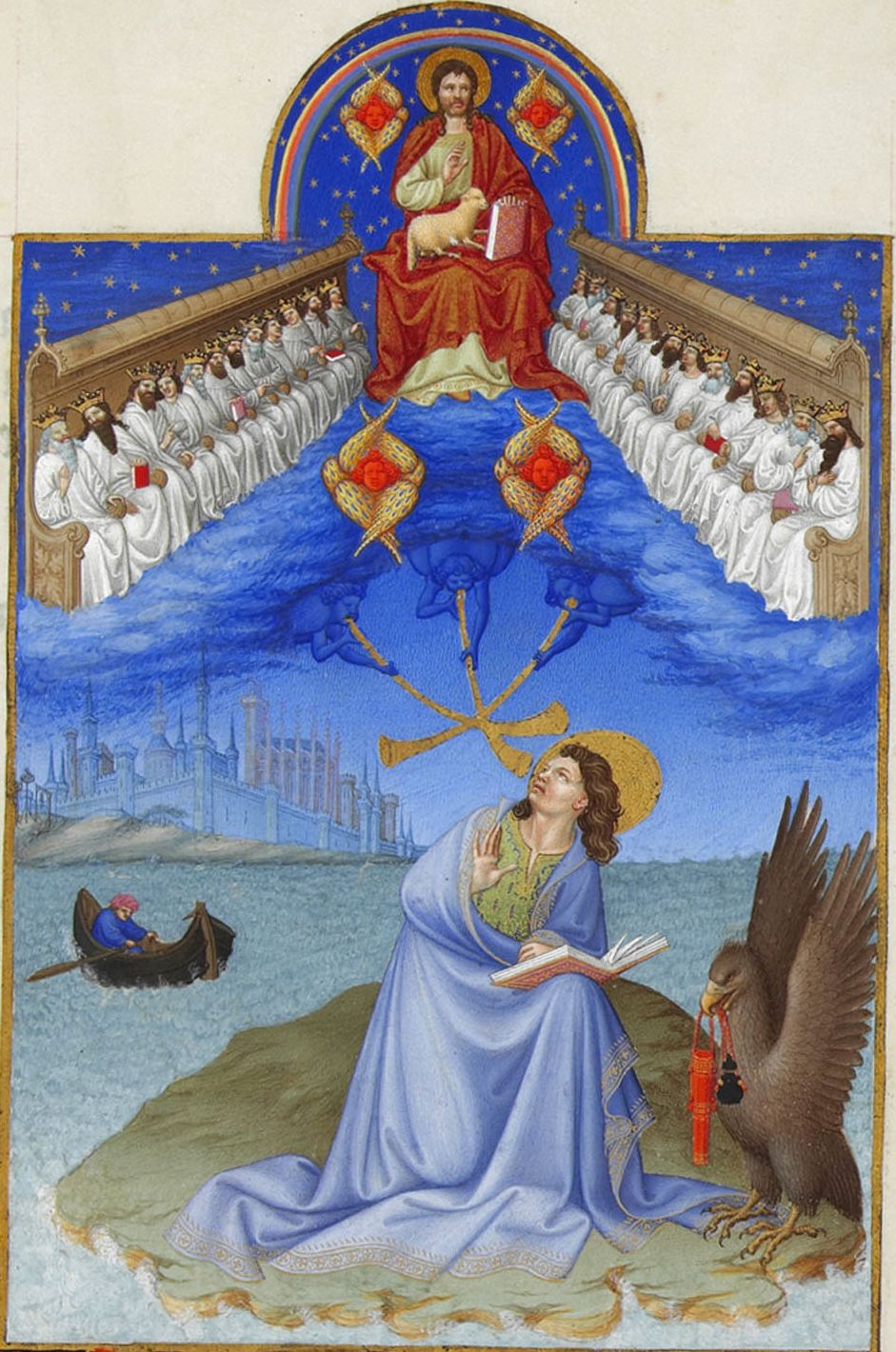
ベリー公のいとも豪華なる時祷書。ヨハネの黙示録4:4より、 パトモス島の福音書記者ヨハネ。4人の熾天使がイエス・キリストの玉座を囲み、24人の長老が両側に座っている。

新約聖書のルカ福音書の 1:32-33において、天使ガブリエルがこの玉座について以下のように述べている
彼は偉大で、最も崇高なる者の息子と呼ばれるであろう。 主なる 神 は彼に父なるダビデの玉座をお与えになるであろう。そして、彼はヤコブの所有地を永遠に治め、彼の王国は永遠に滅びることはなかろう。
イエス・キリストは自身の 十二使徒に、 イスラエルの12の部族 を治めさせるために、12の玉座に座ることになるであろうと話した(Matthew 19:28)。 ヨハネの 黙示録では、「そして私は大きな白い玉座を見た。彼はそこに座り、その顔から地と天が流れ出た。」という記述がある(Revelation 20:11).
使徒パウロはコロサイの信徒への手紙(Colossians 1:16)で"Thrones"という言葉を用いている。偽ディオニシウス・アレオパギタにおいてen:De Coelesti Hierarchia (VI.7)という言葉は天使の階級の一つである座天使 (ヘブライ語で言うオファニム およびアレリムに該当する). トマス・アクィナスの『神学大全』 (I.108)では神が正規の裁きを下せるようにみこしを担ぐのが座天使の仕事であると記されており、この書物によってこの考えが広まった。
中世において、ソロモンの玉座は聖母マリアと結びつけられた。マリアはイエス・キリストを膝の上に載せており、玉座の役割を果たしていた。聖書におけるソロモンの玉座において、象牙は純潔の象徴として、黄金は神格の象徴として、そして玉座に取り付けられた6つの階段は、6つの徳の象徴として描かれた。また、ソロモンの玉座は聖母マリアと同一視されており、詩篇全体が王座の間として描かれている Psalm 45:9。

### 教会の玉座

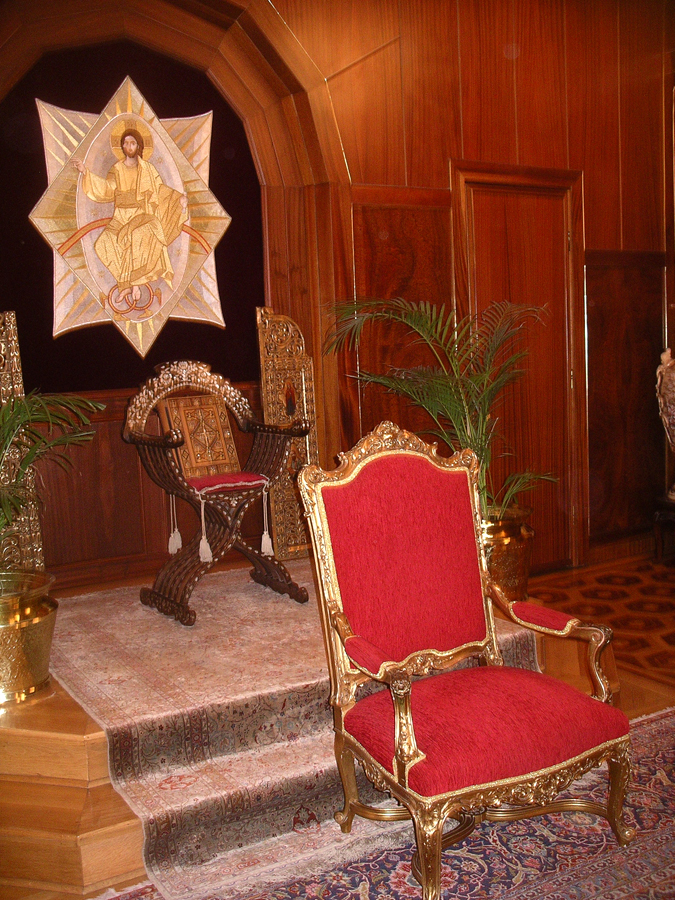
イスタンブールにあるコンスタンティノープル総主教の玉座。 奥の上段の椅子の上には福音書が置かれ、その手前にある低い位置の椅子が総主教の着座する司教座（玉座）である。

古代から、ローマカトリック教会、東方正教会、聖公会、その他の教会の司教たちは、正式には司教座「カテドラ（ギリシャ語: κάθεδρα、座席）」と呼ばれる玉座に着席する。伝統的に聖域に置かれている司教座は、正しい信仰を施す（ゆえにエクス・カテドラ(Ex cathedra)という表記）そして信者らを統率する司教の権威を象徴するものである。
「エクス・カテドラ」とは説教の権威を指すもので、特にローマカトリックのカノン法の下でローマ教皇の宣言が「不可謬」であるため必要とされる、ごく稀にしか使われない手続きである。このカテドラ（司教座こと玉座）の存在から、俗世の君主に匹敵する重要度がある（たとえ司教が俗世的には教会の君主でなくとも）として、司教の主教会はカテドラルと呼ばれる。 ローマカトリック教会では、バシリカが現在では教皇の天蓋オンブレリーノだとされ、教皇のレガリアの一部として多くの大聖堂やカトリック教会にもおおむね類似の重要性や荘厳さが適用される。
司教以外でも、修道院長や女子修道院長など一部の高位聖職者は玉座の使用が認められている（この場合は役職席くらいの意味しかない）。これらは司教座よりも簡素であることが多く、宗派によっては様式や装飾に制限があったりもする。
区別の印として、ローマカトリックの司教と高位聖職者は、特定の教会の行事でその玉座の上に天蓋をかぶせる権利を有する。天蓋の典礼色は法衣の典礼色に一致させるのを基本とする。国を統治する君主が礼拝に出席するとき、彼らもまた天蓋に覆われた玉座に着座することが許されるが、彼らの席は聖域の外側でなくてはならない。
正教会において、しばしば司教の玉座は足元に一対のライオンが座っているなどビザンティンからの伝来品と、修道院聖歌隊のストール(Kathisma)とが組み合わさった特徴が見られる。
キリスト教における「玉座」という用語は、教会権威のうち総主教を指して使用されることが多い。例えば「エキュメニカルの玉座」とはエキュメニカル総主教の権威のことである。 
自身の司教座聖堂にいない時、司教たちは典礼目的を全うするために折り畳みストール(en)を使うこともある。

### 教皇の玉座

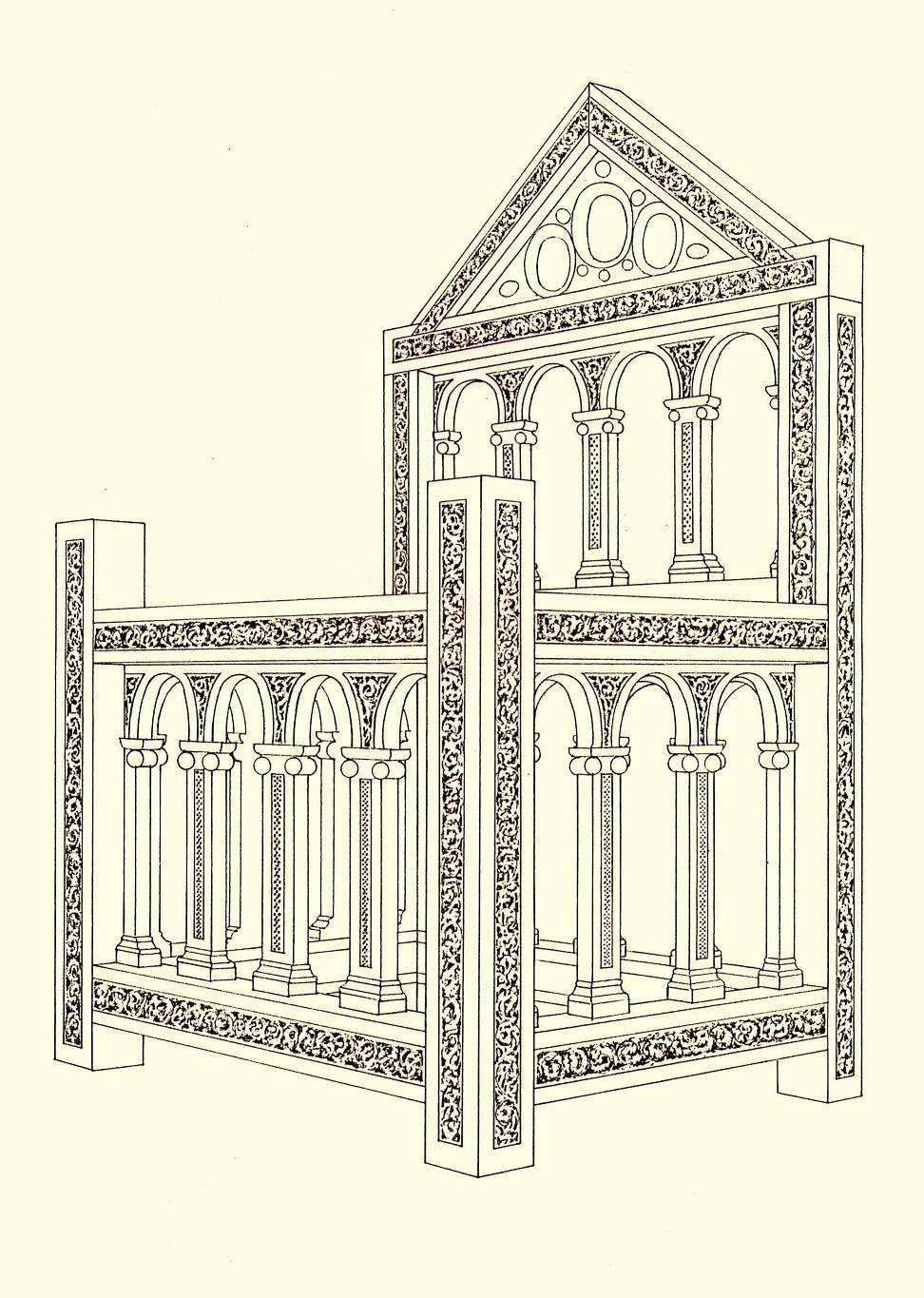
ローマのサン・ピエトロ大聖堂にある、聖ペテロ司教座の描画。

ローマ教皇は、ローマカトリック教会の最高責任者としてカノン法のもとで選出された代表者である。と同時に、国際法の下では「最高位の司教」たるバチカン市国 （1929年のラテラン条約によりローマ市内に設立された主権国家）の国家元首でもある。1870年にイタリア統一運動で一旦完全消滅したが、それ以前はローマ教皇領の選ばれた君主として、ローマ教皇は何世紀にもわたってイタリア半島で最大規模の政治権力を有していた。現在でも聖座は公的に認められた外交的地位を保っており、教皇大使や教皇特使たちが世界中で外交使節団の代理としての務めを果たしている。
教皇の玉座(Cathedra Romana）は、ローマ司教としての大聖堂、サン・ジョバンニ・イン・ラテラノ大聖堂のアプス（至聖所）にある。
サン・ピエトロ大聖堂のアプス内には、「椅子の祭壇」の上に聖ペテロ自身や他の初期の教皇が使用していたとされる聖ペテロ司教座がある。この聖遺物は金銅鋳物（金箔・金メッキを施したブロンズの鋳物）で囲まれており、ジャン・ロレンツォ・ベルニーニが設計した巨大なモニュメントの一部を形成している。
教皇のラテラノ大聖堂とは異なり、サン・ピエトロ大聖堂には教皇のための恒久的な玉座がないので、彼が典礼式を司式する時はいつも、教皇が使用するための取外し可能な玉座が大聖堂の中に据えられる。第2バチカン公会議を経た典礼式改革の前は、巨大天蓋付きの玉座が「告白の祭壇（大天蓋バルダッキーノ(en)がある祭壇）」のやはり取り外しできる舞台上に置かれた。

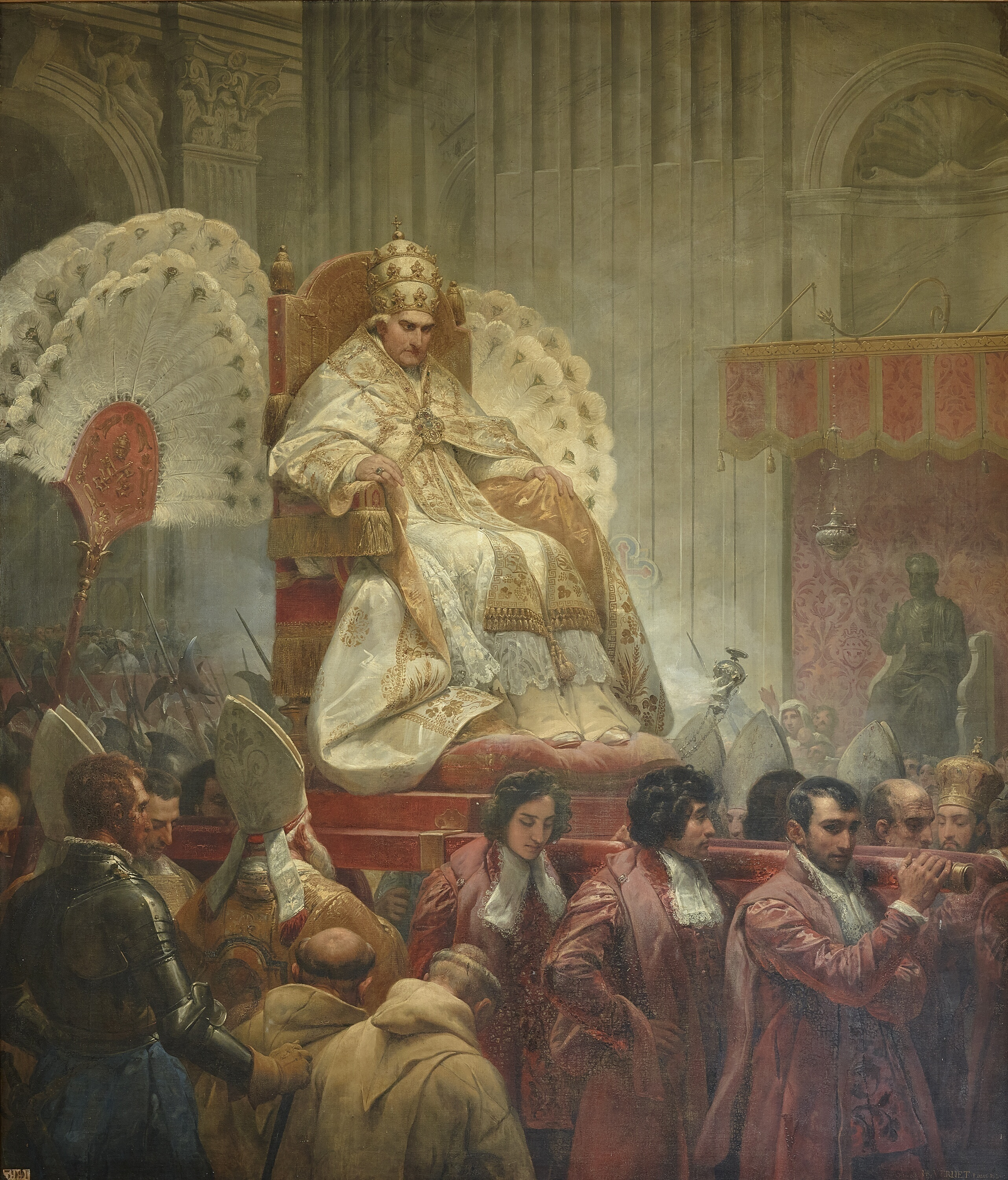
教皇御輿で運ばれるピウス8世。後方に2本の白いフラベッラがつき従っている。

この慣行は1970年代までに典礼改革で廃止され、教皇がサン・ピエトロ大聖堂でミサを祝う時はいつも、より単純な携帯持ち運び用玉座が告白の祭壇の前に置かれるようになった。しかし、教皇ベネディクト16世が定時の典礼を司式した時には、より精巧な取外し可能玉座が置かれた。教皇がサン・ピエトロ大聖堂の広場に面した大聖堂の階段の上でミサを祝うときは、携帯持ち運び用玉座も使用される。  
過去には、教皇御輿(伊: sedia gestatoria)と呼ばれる持ち運び用玉座も運用されていた。もともとは、教皇の儀式前後にある精巧な行進の一部として使用され、それはファラオの光輝の最も直接的な後継者だと信じられており、両脇に一対のフラベッラ(en)（ダチョウの羽から作られた扇）を従える。教皇ヨハネ・パウロ1世は当初これらの使用を中止していたが、群衆にもっと簡単に見えるよう御輿を後に使うようになった（ただし羽根の扇は復元せず）。同御輿は、教皇ヨハネ・パウロ2世が外出時にパパモビルを使うようになり、お蔵入りとなった。 教皇任期の終わり近くに、ヨハネ・パウロ2世はパパモビル内で使用できる特別な玉座を車輪の上に組み立てた。
1968年以前は、教皇を決めるコンクラーヴェで、各枢機卿が投票中にシスティーナ礼拝堂の玉座に座り、各玉座には上に天蓋を有していた。開票されて新教皇が決まると、枢機卿はみな自分たちの天蓋を降ろし、新たに選出された教皇の天蓋だけを残す。これが新しい教皇の最初の玉座となった。 この伝統は1968年の映画『栄光の座（原題:The Shoes of the Fisherman）』で劇的に描かれた。   

## 著名な玉座

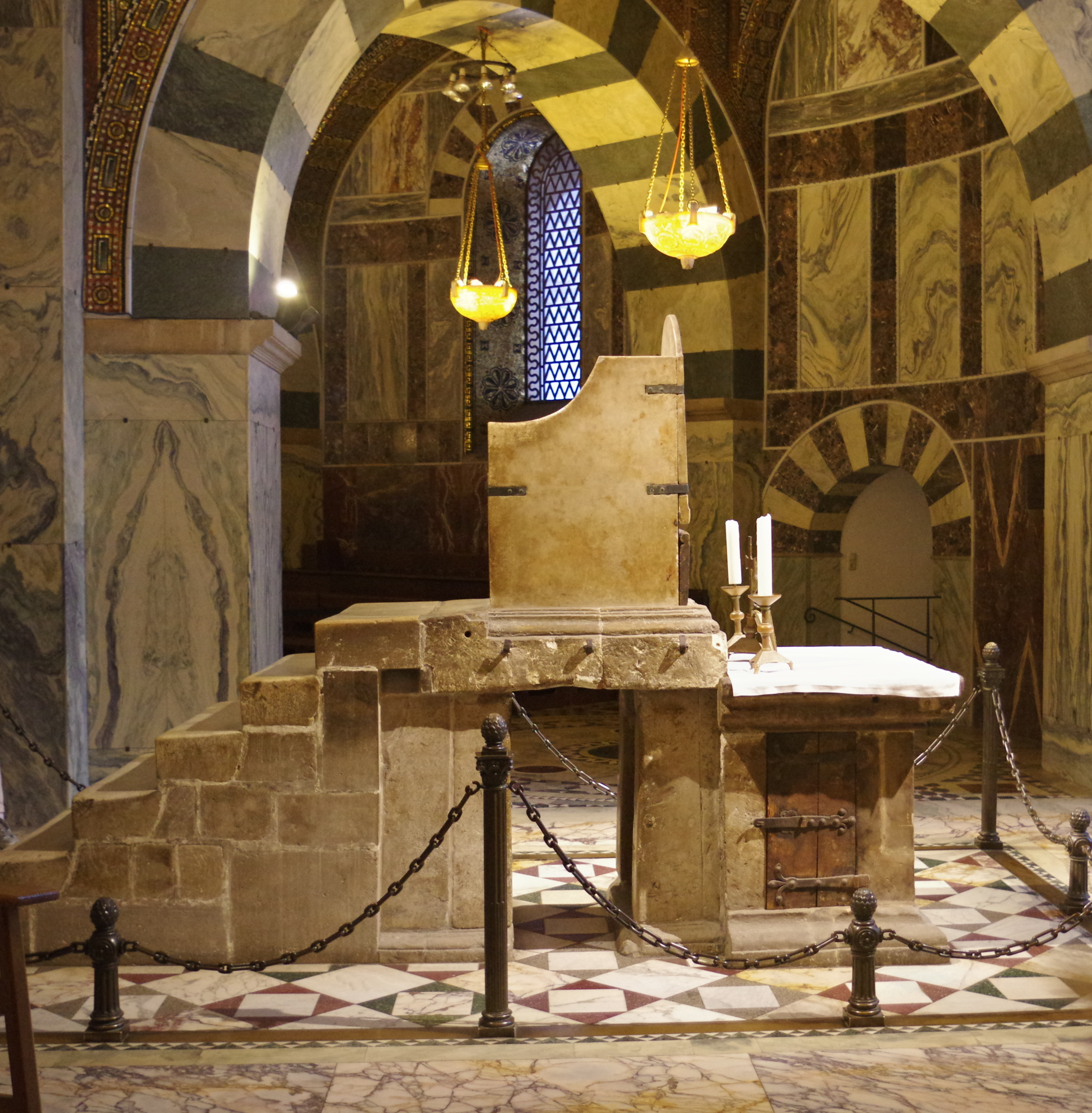
アーヘン大聖堂にあるシャルルマーニュ（カール大帝）の玉座

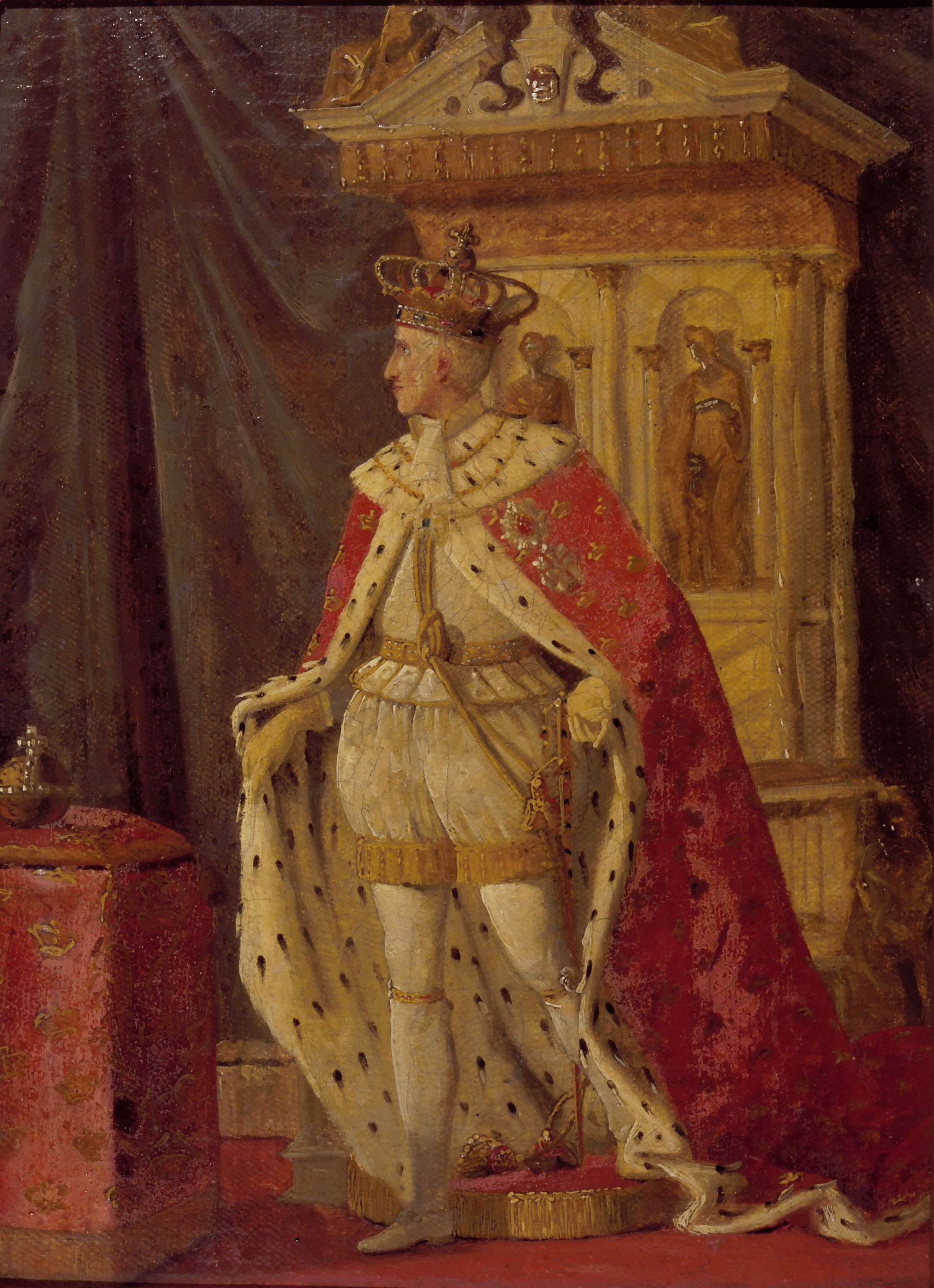
イッカクの牙で作られたデンマークの玉座。ヴィルヘルム・ベンズ作(1830)

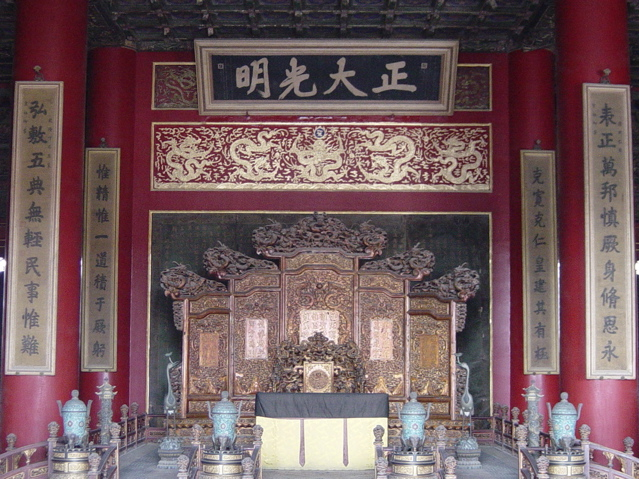
北京の紫禁城にある中国皇帝の龍椅

- ソロモンの玉座(en:Throne of Solomon)

### 欧州
- アミクレスにあるアポローンの玉座
- ロンドンのウェストミンスター寺院にあるエドワード王の椅子(en)。この玉座はイギリスの君主が戴冠式を行う場所である。1296年から1996年までは、スコットランドの君主が戴冠式を行うときに用いられたスクーンの石 (運命の石)がはめ込まれていた。
- カンタベリー大聖堂にある聖アウグスティヌスの椅子(en)、ここでカンタベリー大司教が就任する。
- ドイツのアーヘン大聖堂にあるシャルルマーニュの玉座(en)、10世紀から16世紀にかけて神聖ローマ皇帝30人の戴冠式が行われた。
- ドイツのゴスラーにある、ゴスラーの皇帝玉座(en)
- アラゴン王、バレンシア王、マヨルカ王、サルデーニャ王、コルシカ王、シチリア王およびバルセロナ伯である、マルティン1世の玉座
- 象牙製のイヴァン4世の玉座
- 教皇御輿
- デンマークの玉座(en)
- スウェーデン、ストックホルム宮殿にある銀玉座(en)

### アフリカ
- 古代エジプトのファラオ、 ツタンカーメンの黄金玉座
- ガーナのアシャンティ王国にある、黄金の床几
- エチオピアの皇帝、Davidの玉座[注釈 4]

### アジア
- 中国、皇帝の龍椅
- 日本、天皇の高御座 -京都御所紫宸殿にある。
- 韓国、李氏朝鮮王の御座(en)
- ベトナム、阮朝のフエ王宮にある太和殿の玉座
- イラン、ゴレスターン宮殿にあるナーディルの玉座(en)
- チベット、ダライ・ラマのライオンの玉座(en)
- シッキム王国のライオンの玉座
- ビルマ、コンバウン王朝のライオンの玉座(en)
- ビルマ、コンバウン王朝のハムサの玉座
- スリランカ、カッサパ1世(en)の石の玉座 （5世紀のシーギリヤ城塞の頃から）
- スリランカ、ニッサンカ・マッラ(en)王の石の玉座  （12世紀のポロンナルワ王朝の頃から）
- キャンディ王国及びセイロンのキャンディ玉座
- インド、ムガル帝国皇帝の孔雀の玉座
- ペルシア帝国皇帝の大理石の玉座(en)と太陽の玉座(en)
- ビルマ、古代の首都Montchobo（現在のインワ(en)）にある孔雀の玉座
- モルディブ、スルターンの象牙の玉座(Saridhaleys)およびライオンの玉座(sighsana)
- インド、ビーカーネールの白檀の玉座
- シク王国の大王ランジート・シングの玉座(en)
- トンガ王国（ポリネシアの島国）のトゥポウ玉座[注釈 5]
- インドのマイソール王国にある黄金の玉座(en)

## ギャラリー

### 世界各国の玉座

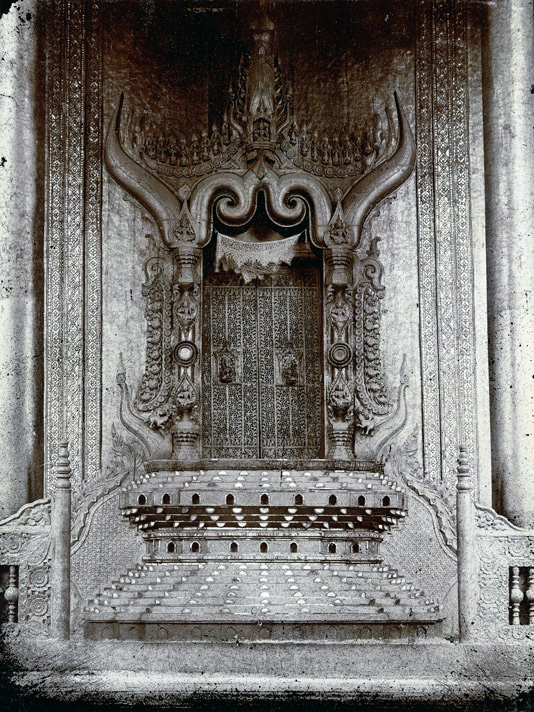
ビルマ（当時）のマンダレー王宮にあるライオンの玉座
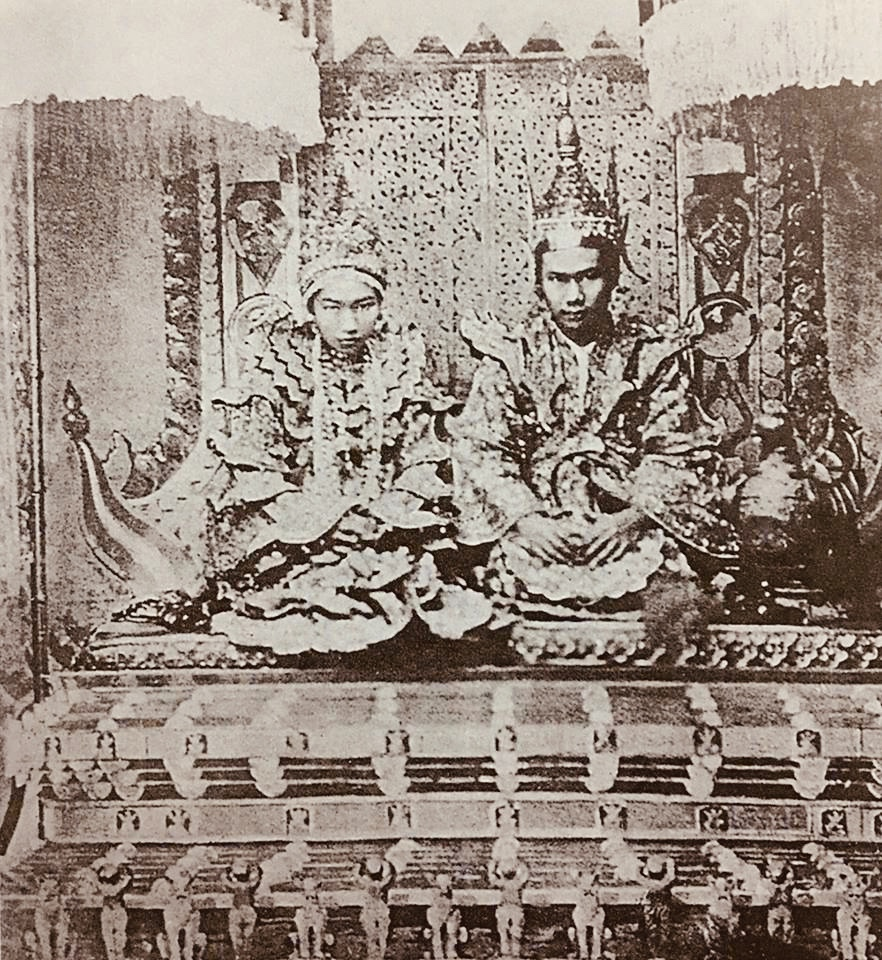
パリン（ビルマの玉座）に座したティーボー王とスパラヤッ王妃
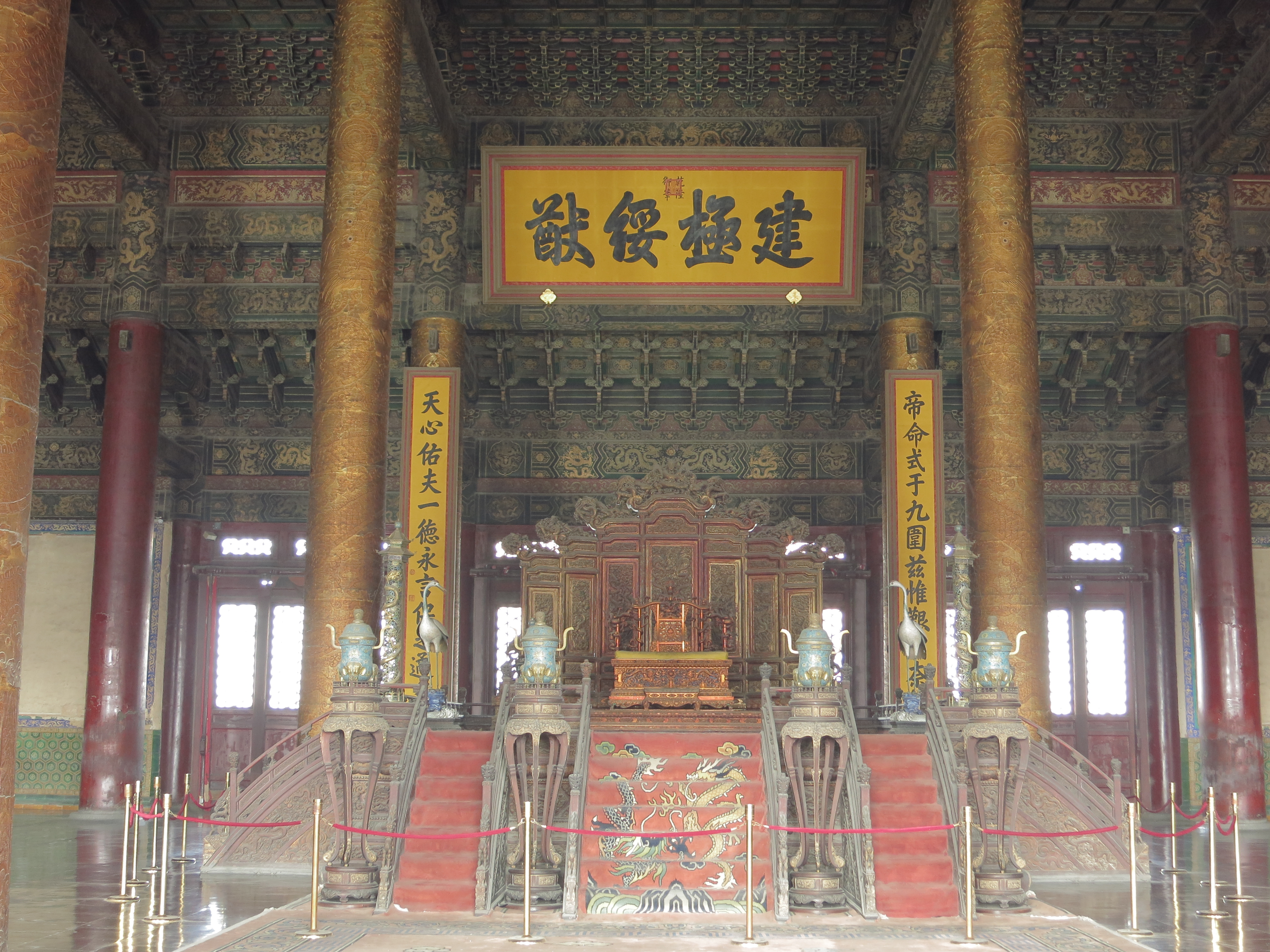
中国紫禁城の皇宮・太和殿、明朝および清朝皇帝の玉座
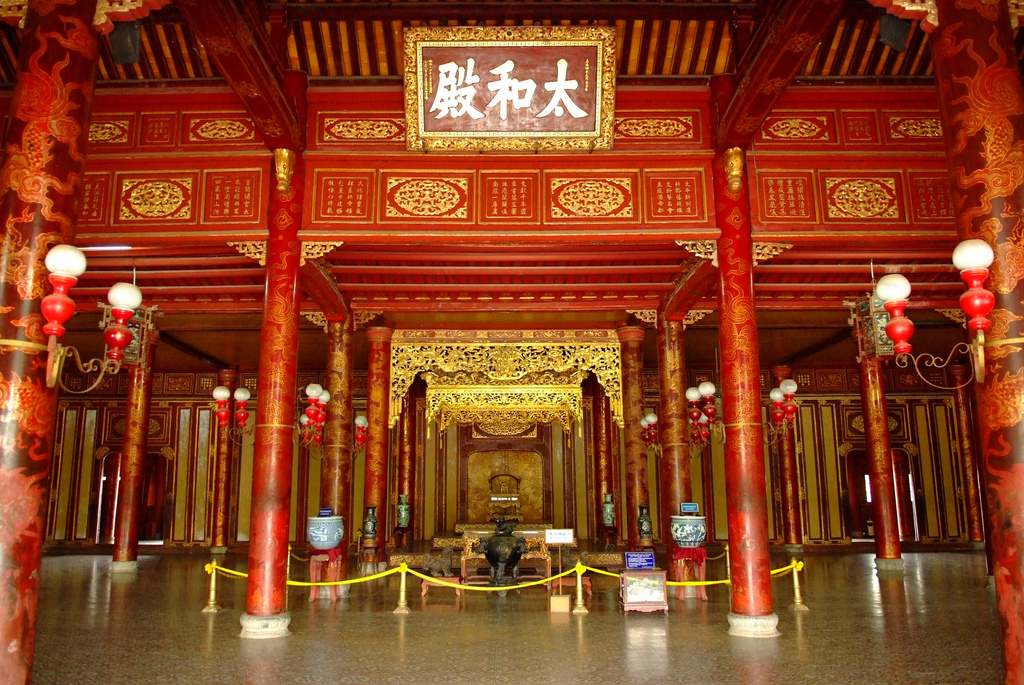
ベトナム・フエの皇宮・太和殿にある阮朝皇帝の玉座
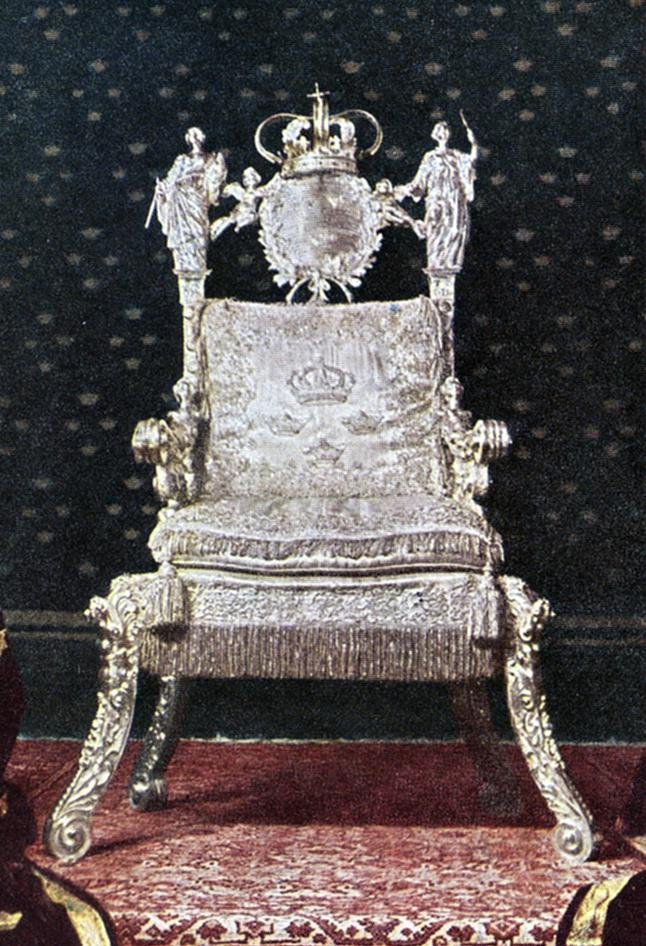
スウェーデンのストックホルム宮殿、クリスティーナ女王の銀玉座
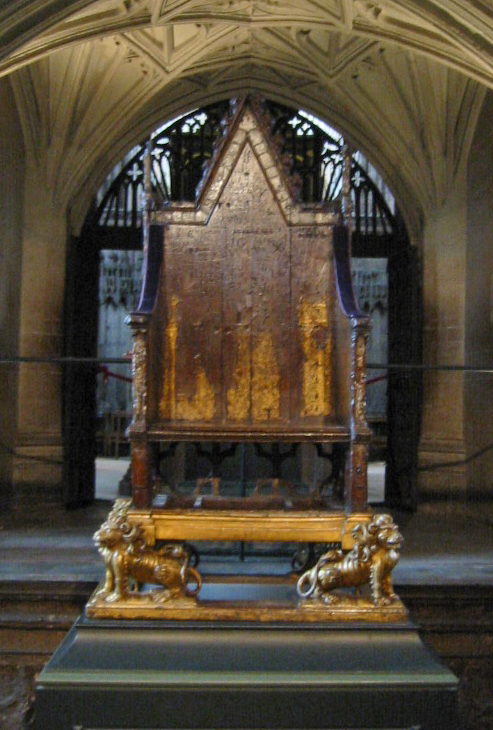
イギリスのウェストミンスター寺院、エドワード王の椅子
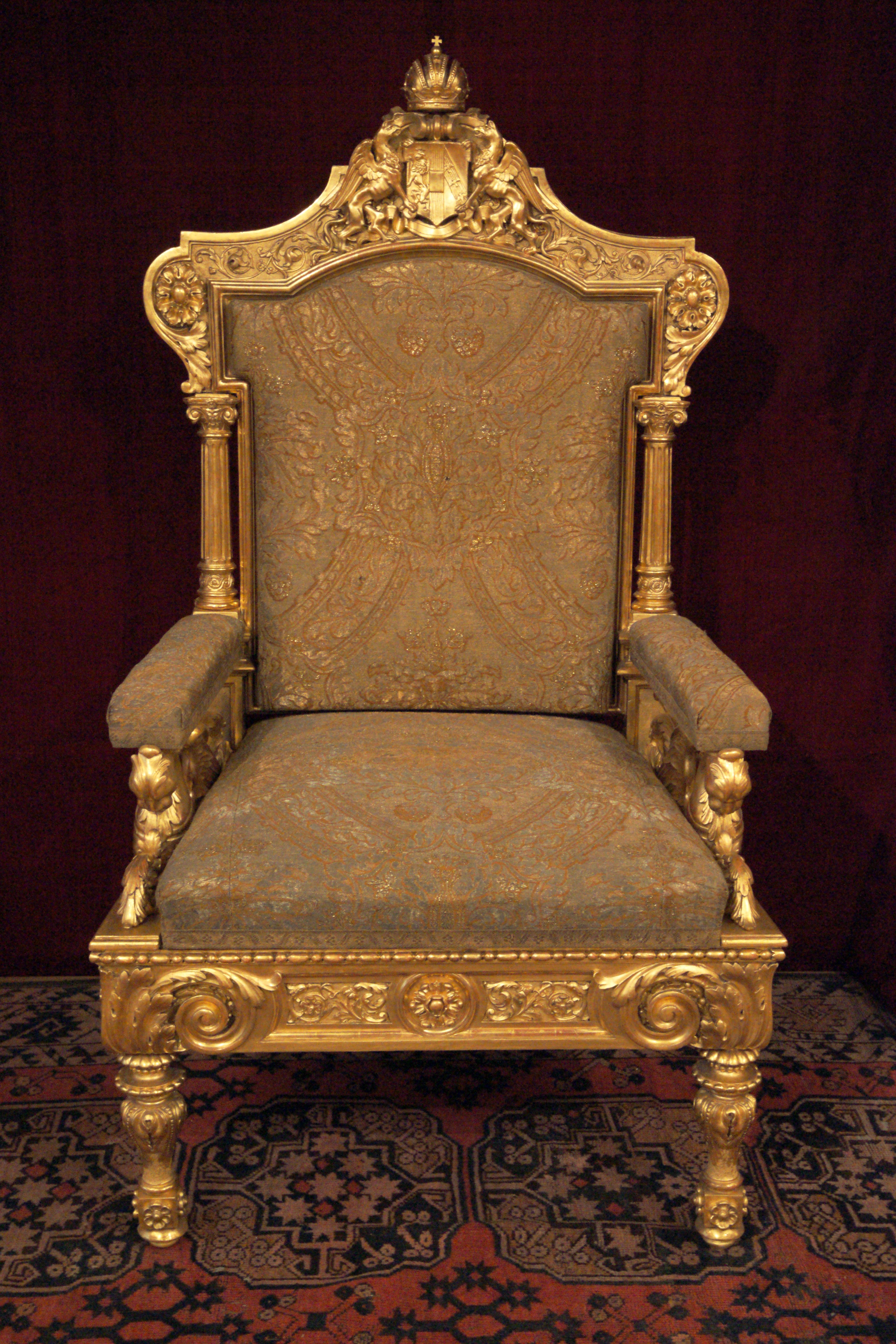
オーストリアの皇帝、フランツ・ヨーゼフ1世の玉座
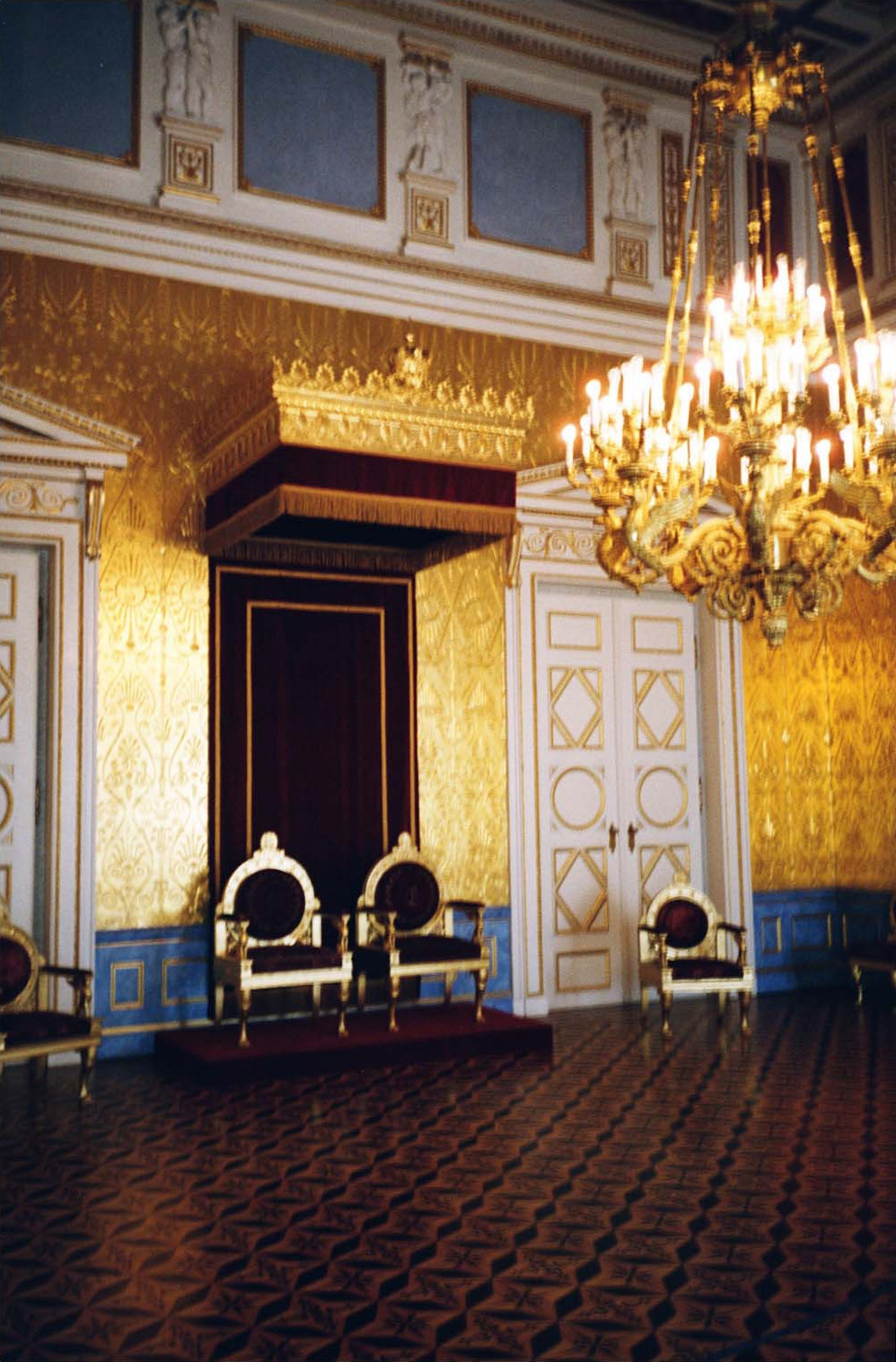
ドイツ、 ミュンヘンにあるバイエルン王の玉座
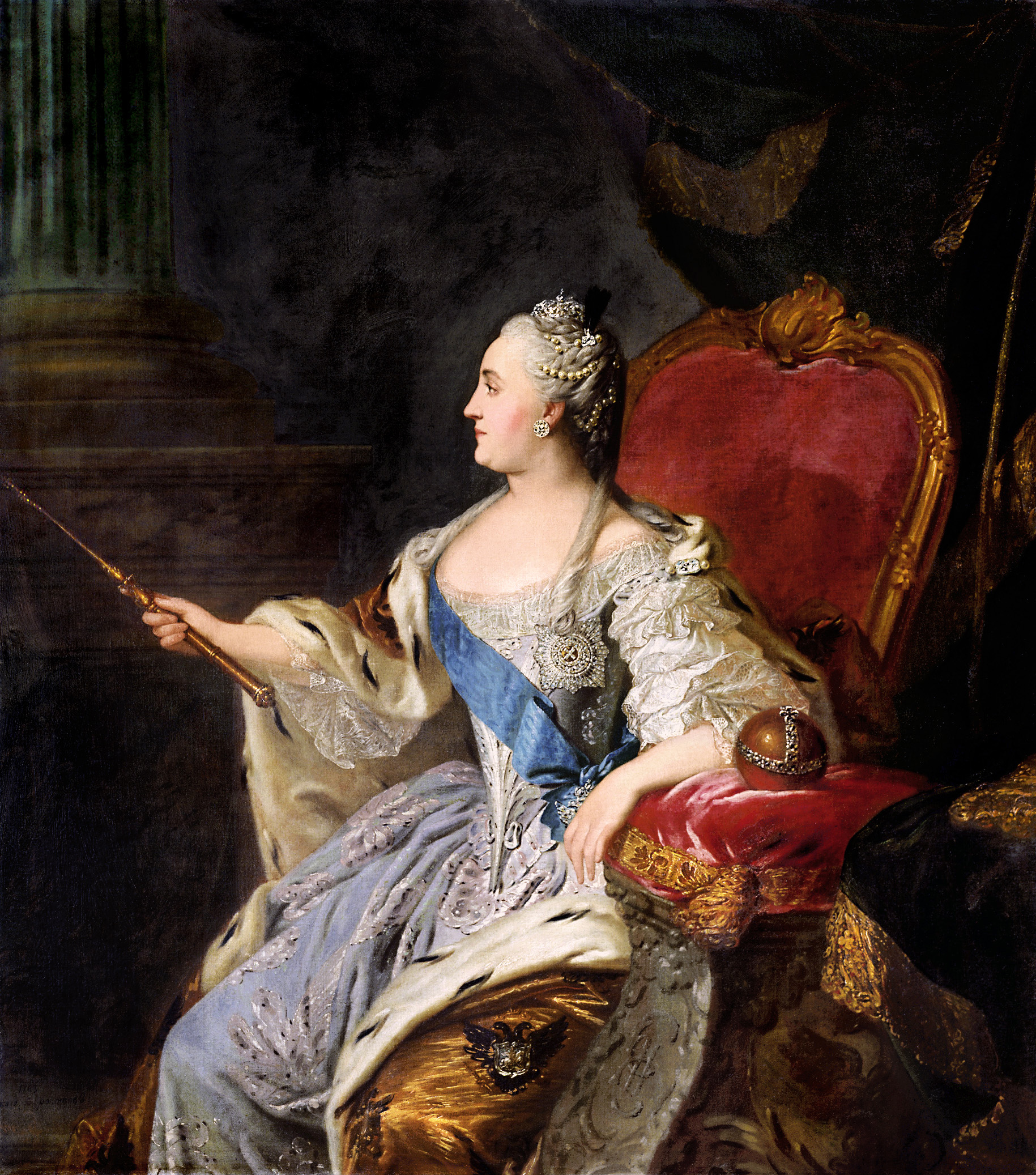
ロシア帝国の女帝、エカチェリーナ2世の玉座
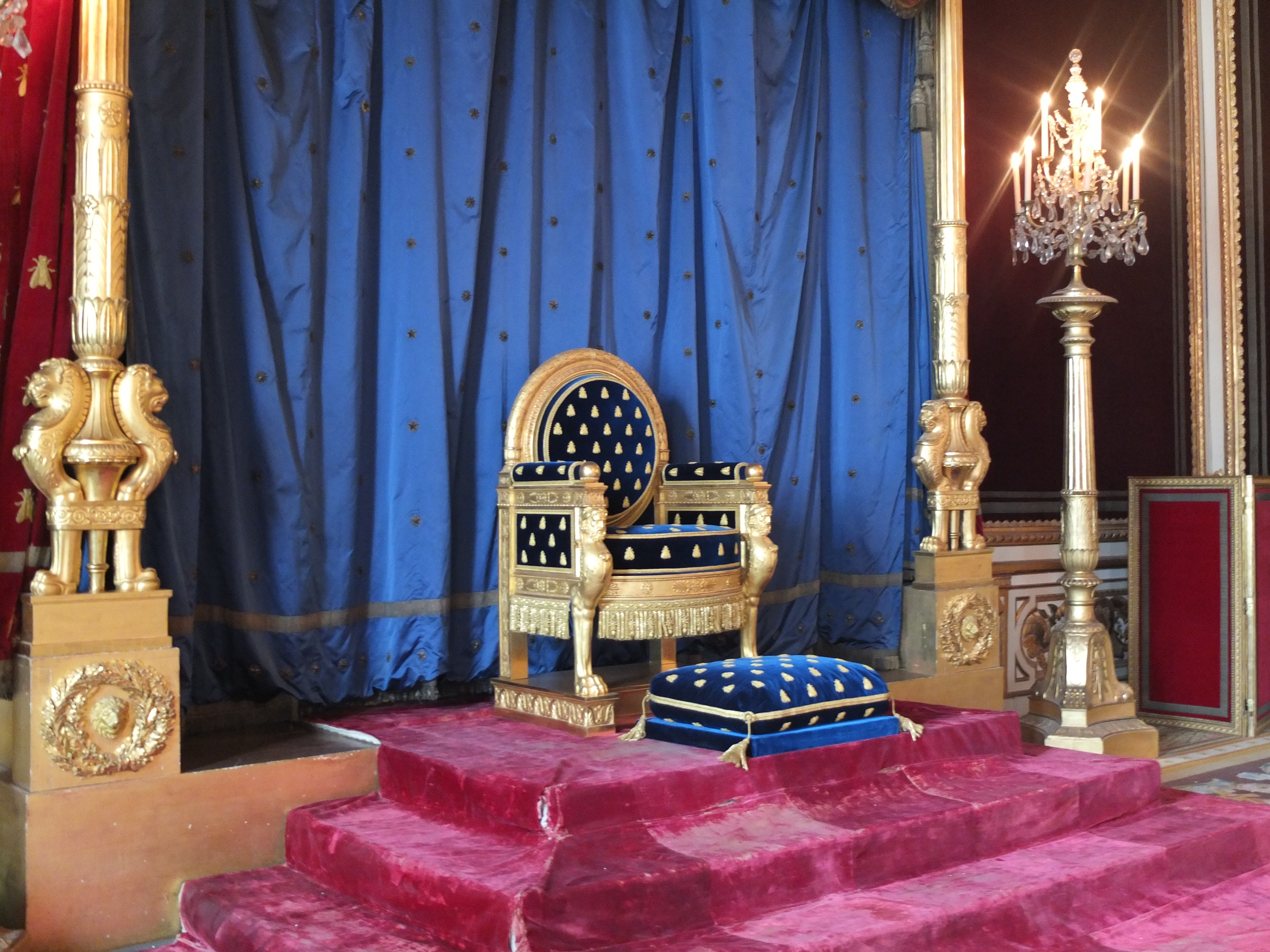
フランス、フォンテーヌブロー宮殿にある、ナポレオン1世の玉座
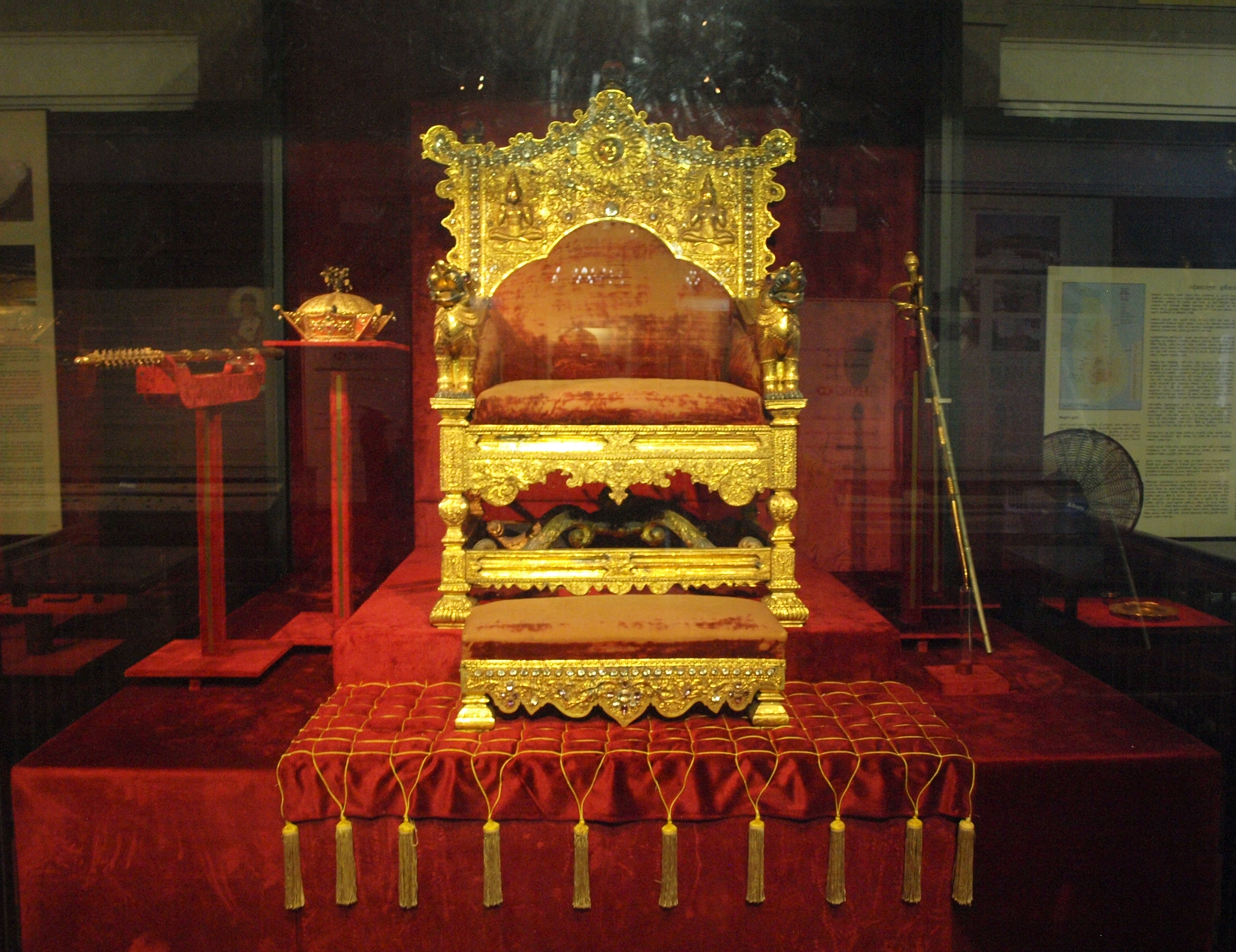
スリランカ、シンハリ人地域の君主、キャンディ王国の玉座
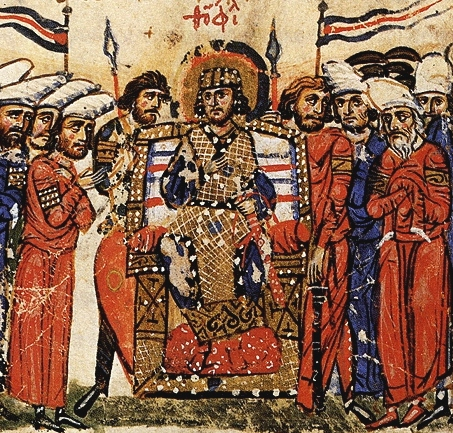
『スキュリツェス年代記』の挿入り写本に描かれた、玉座に座る東ローマ皇帝テオフィロス
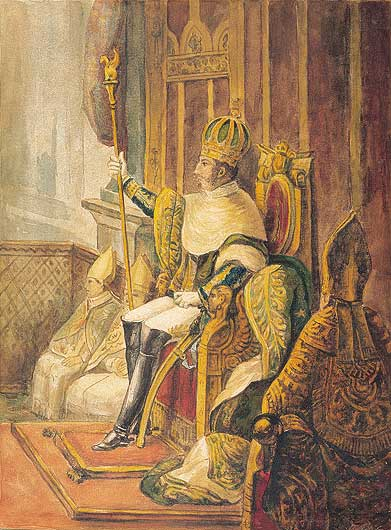
ブラジル帝国皇帝、ペドロ1世の玉座
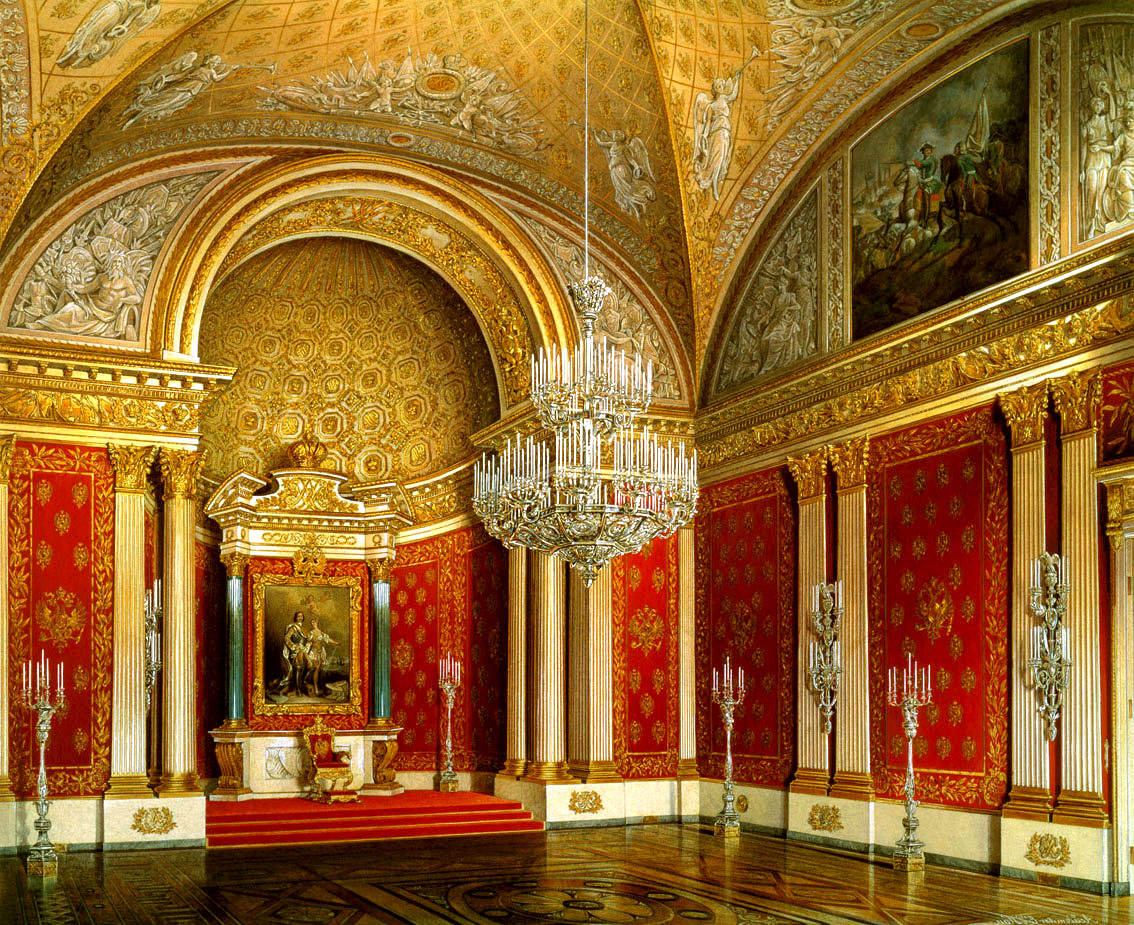
ロシア帝国で大帝とも称される、ピョートル1世の玉座
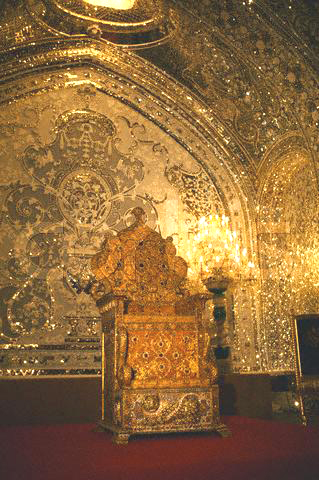
イラン、ゴレスターン宮殿にあるナーディルの玉座
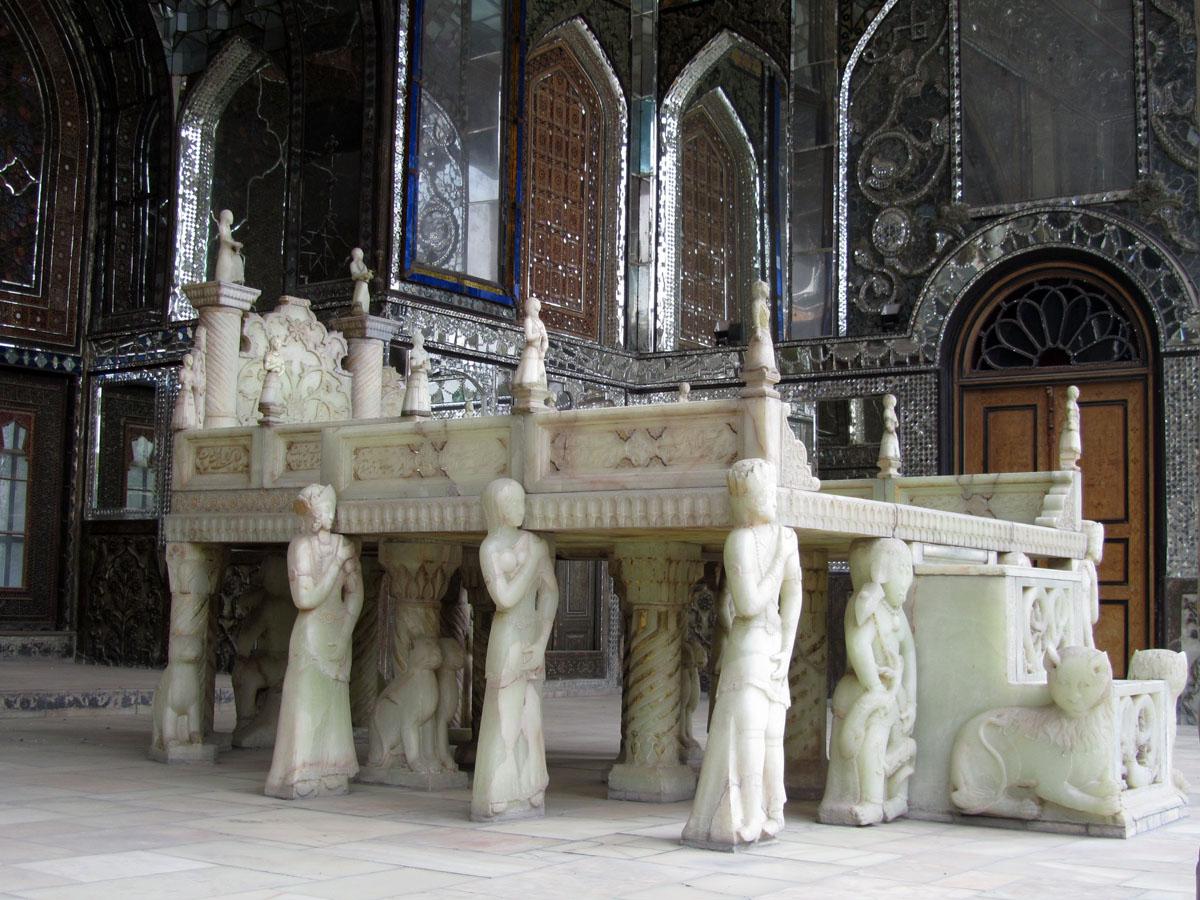
ゴレスターン宮殿にあるペルシア帝国時代の大理石の玉座
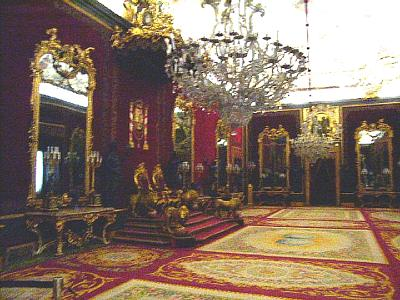
スペインのマドリード王宮にある国王･王妃の玉座
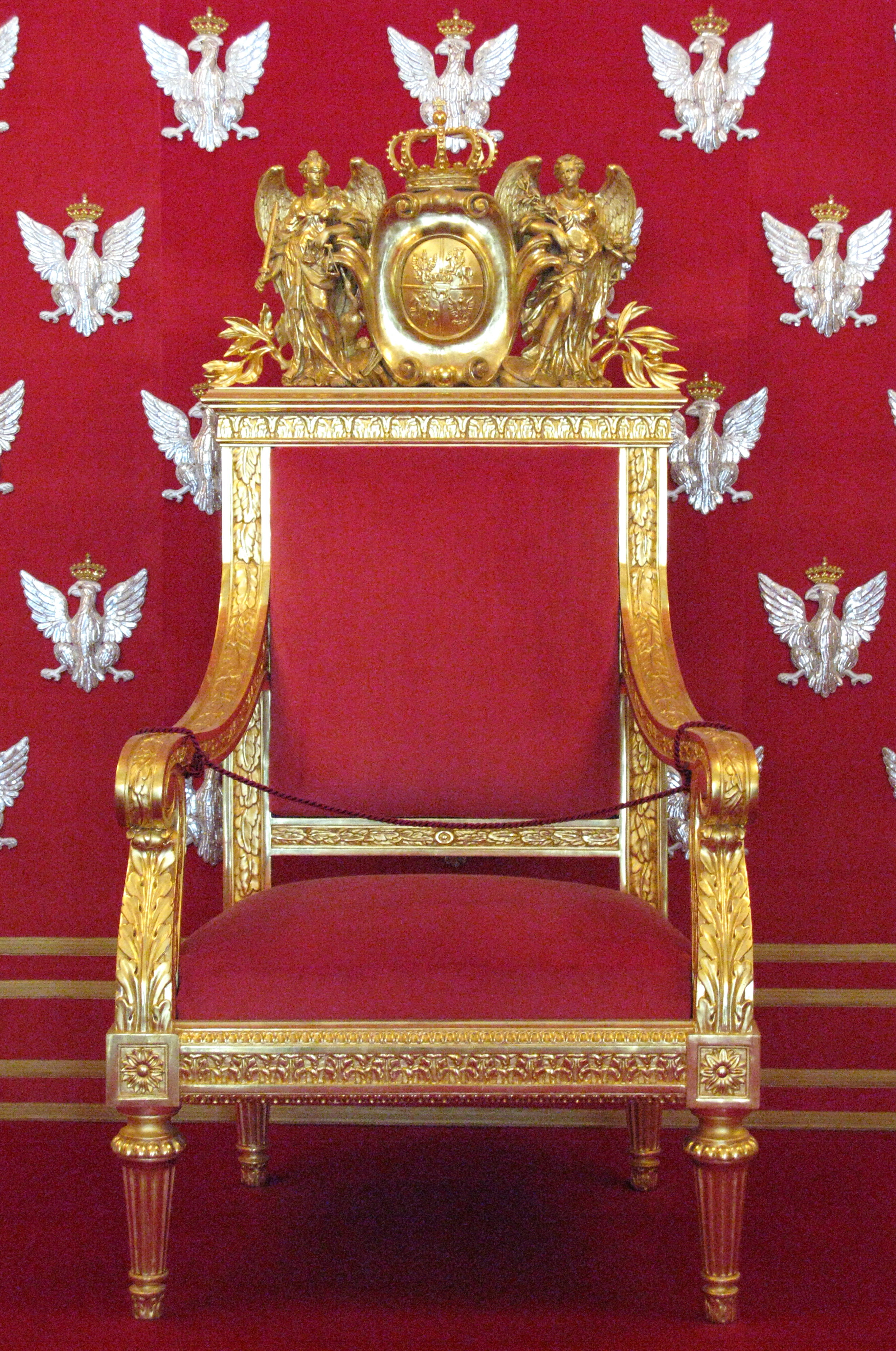
ワルシャワ王宮にある、ポーランド・リトアニア共和国の国王スタニスワフ2世アウグストの玉座
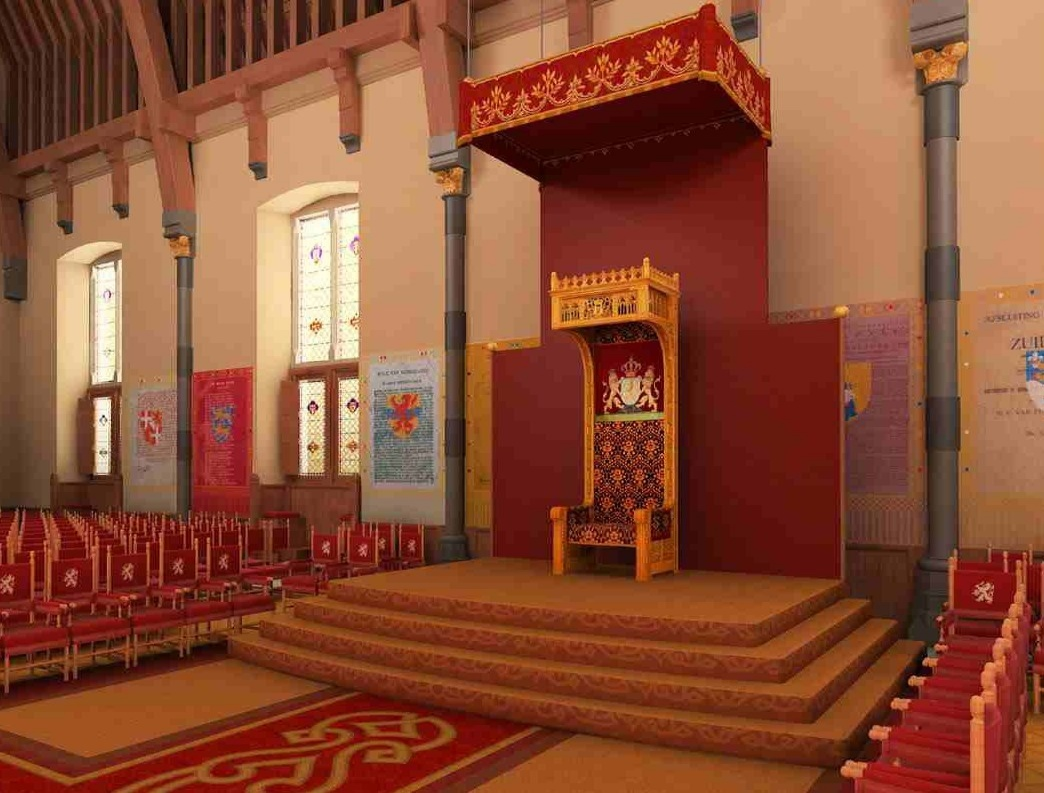
オランダ、デン・ハーグのリダーザール(Ridderzaal、騎士の館)にある君主の玉座
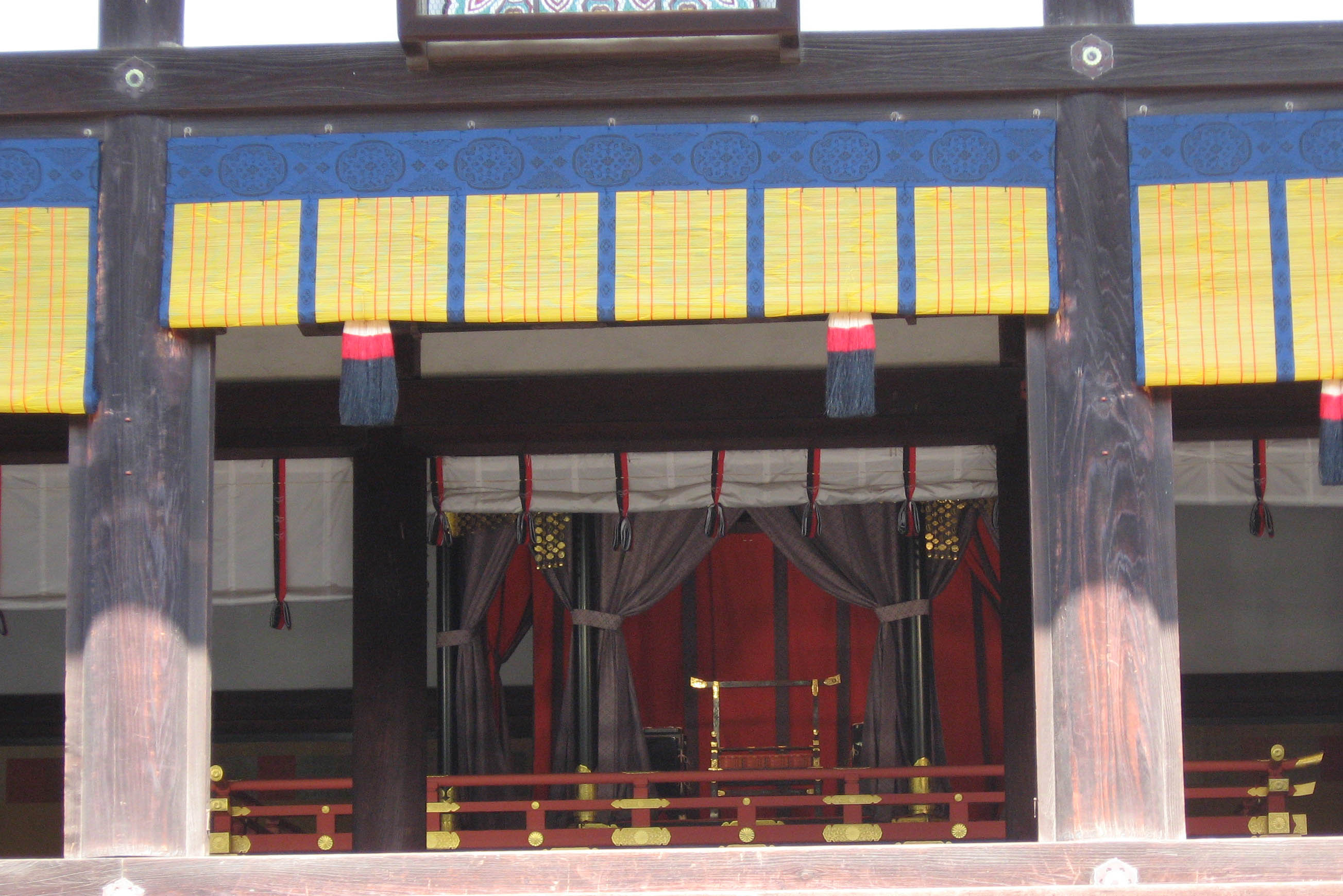
日本、京都御所に据えられた高御座、天皇の即位の礼で使用される玉座
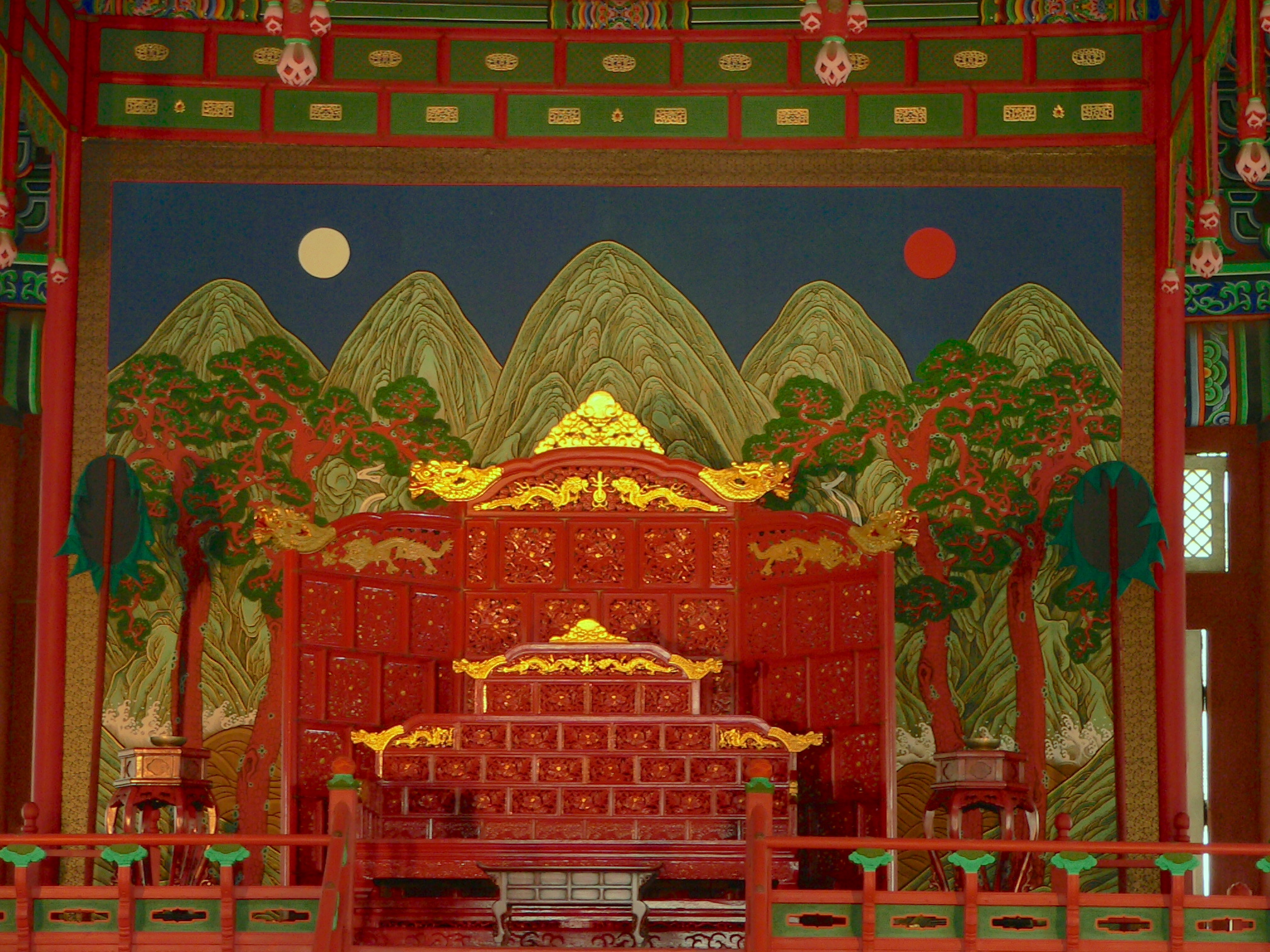
韓国、ソウルの勤政殿にある李氏朝鮮王の玉座

### 宗教的な玉座

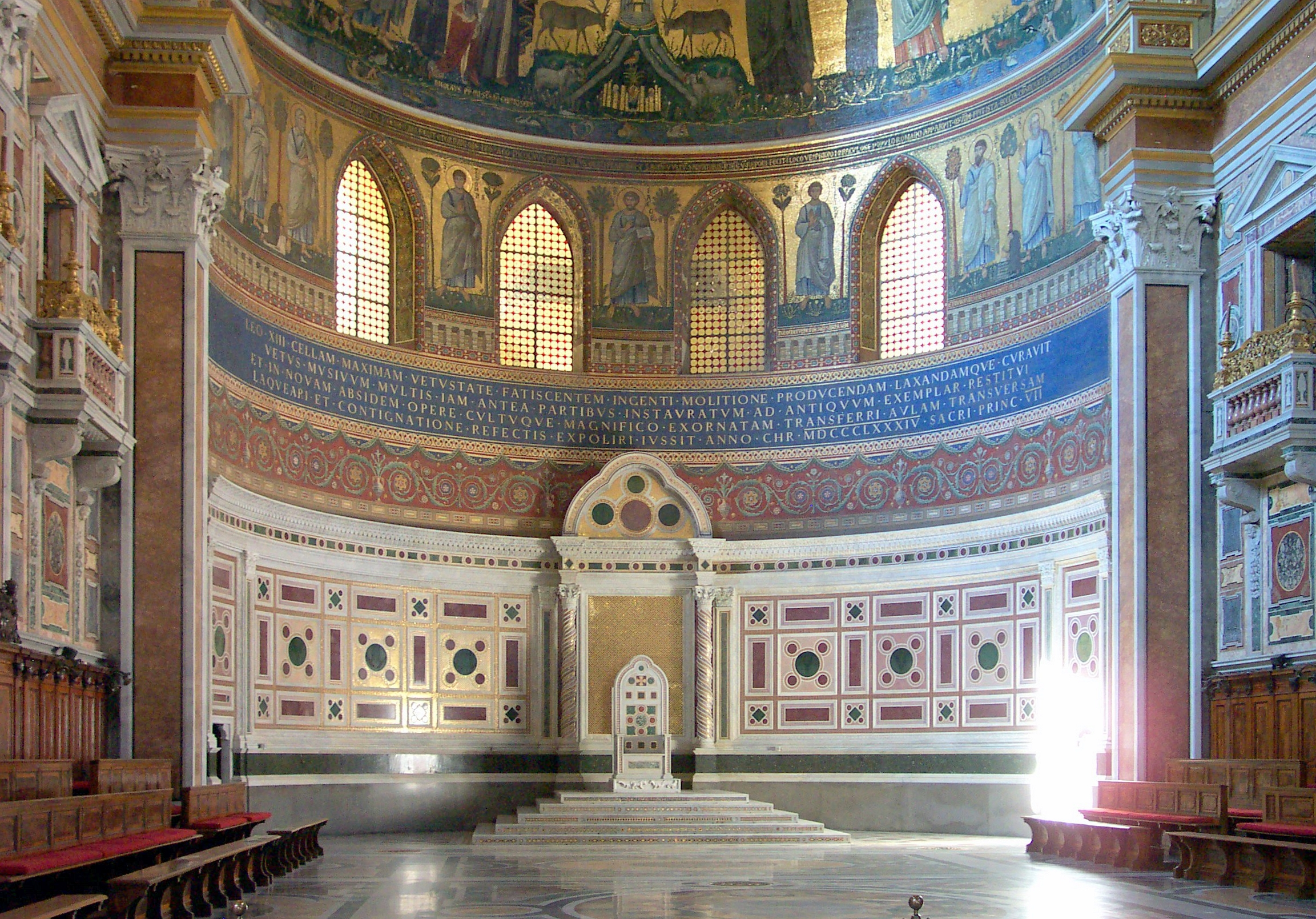
ローマのサン・ジョバンニ・イン・ラテラノ大聖堂にある、教皇の玉座
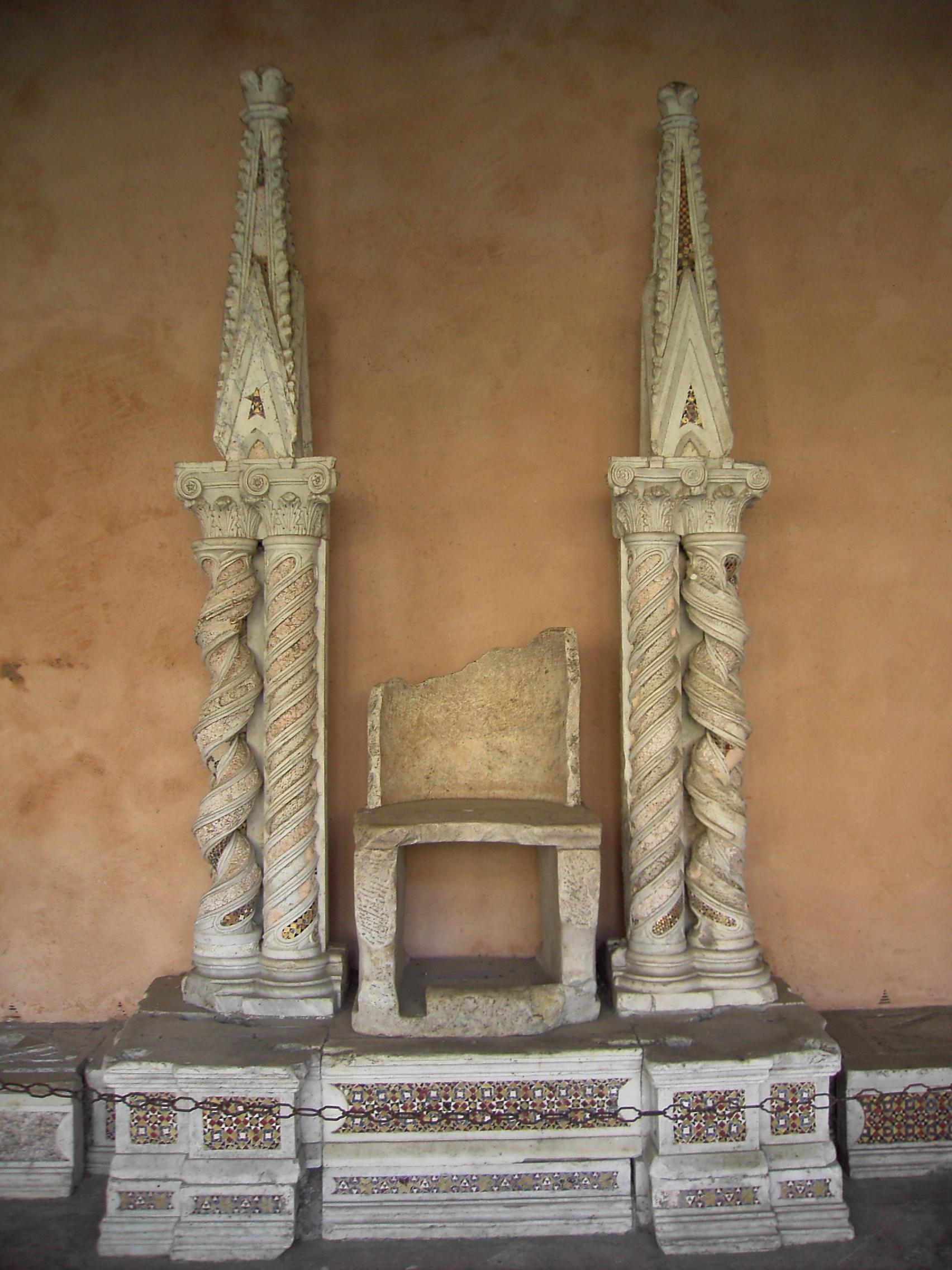
サン・ジョバンニ・イン・ラテラノ大聖堂の修道院にある、教皇の玉座
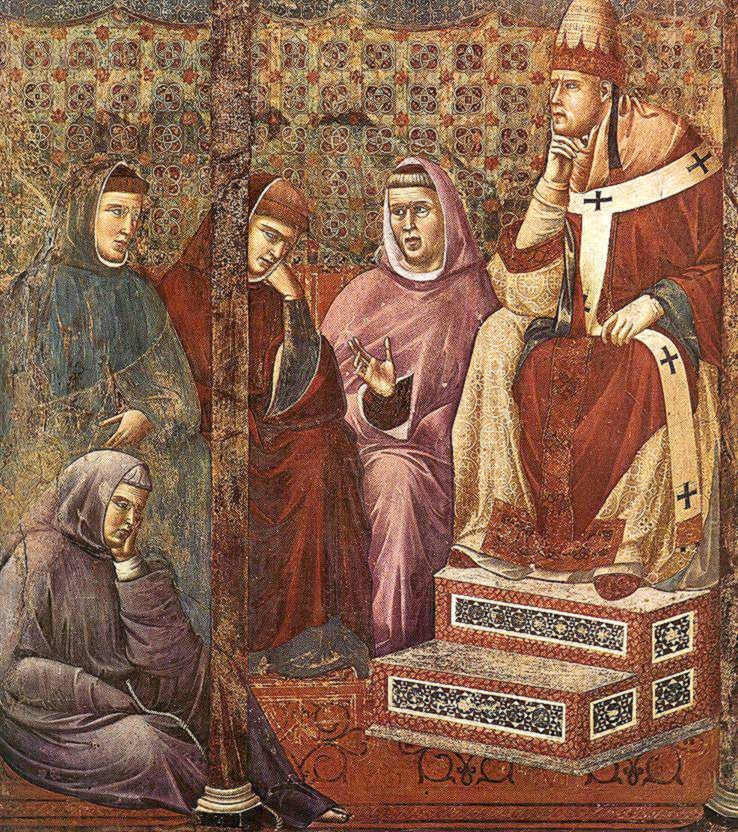
ホノリウス3世の玉座
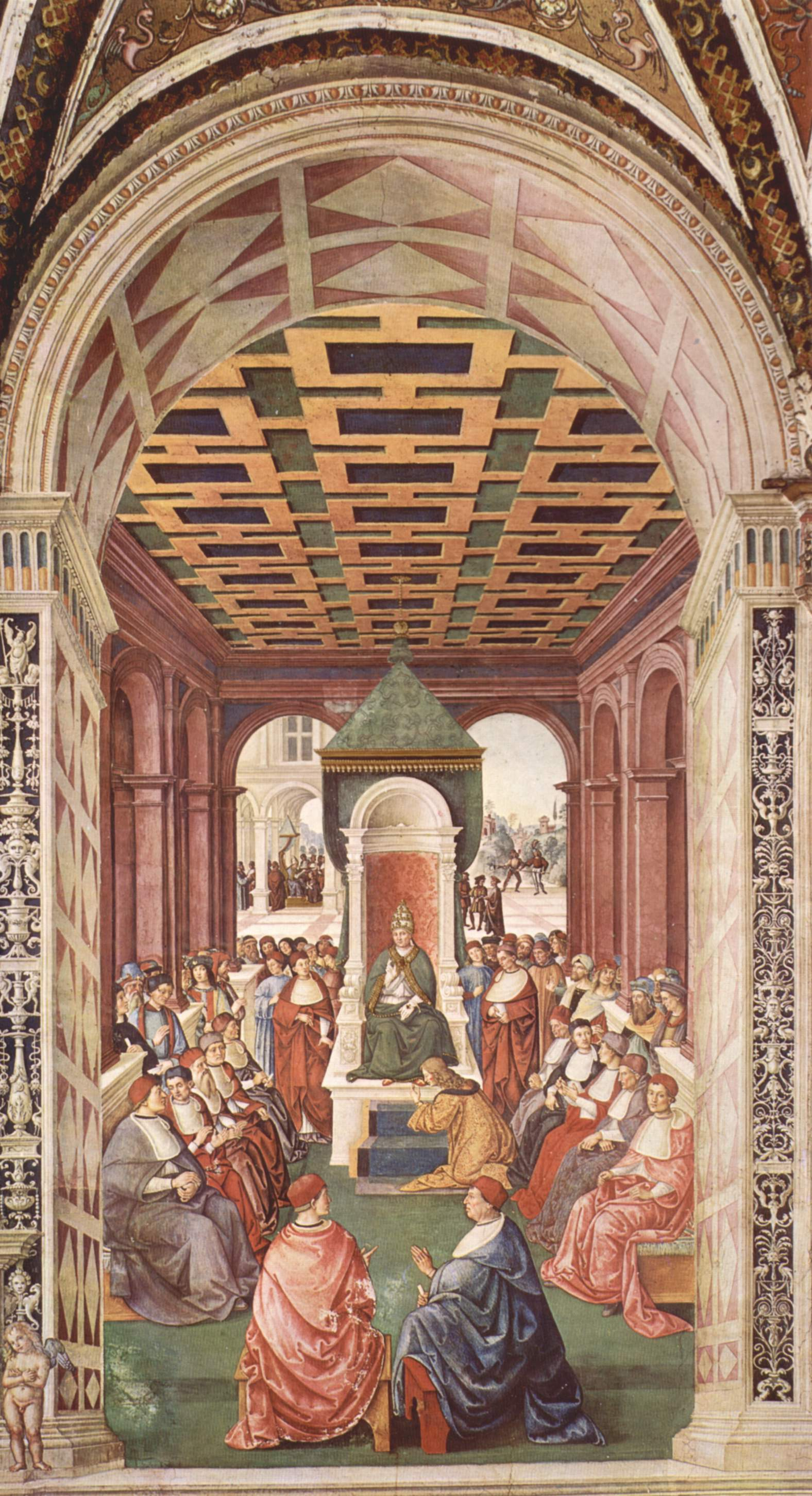
ピウス2世の玉座
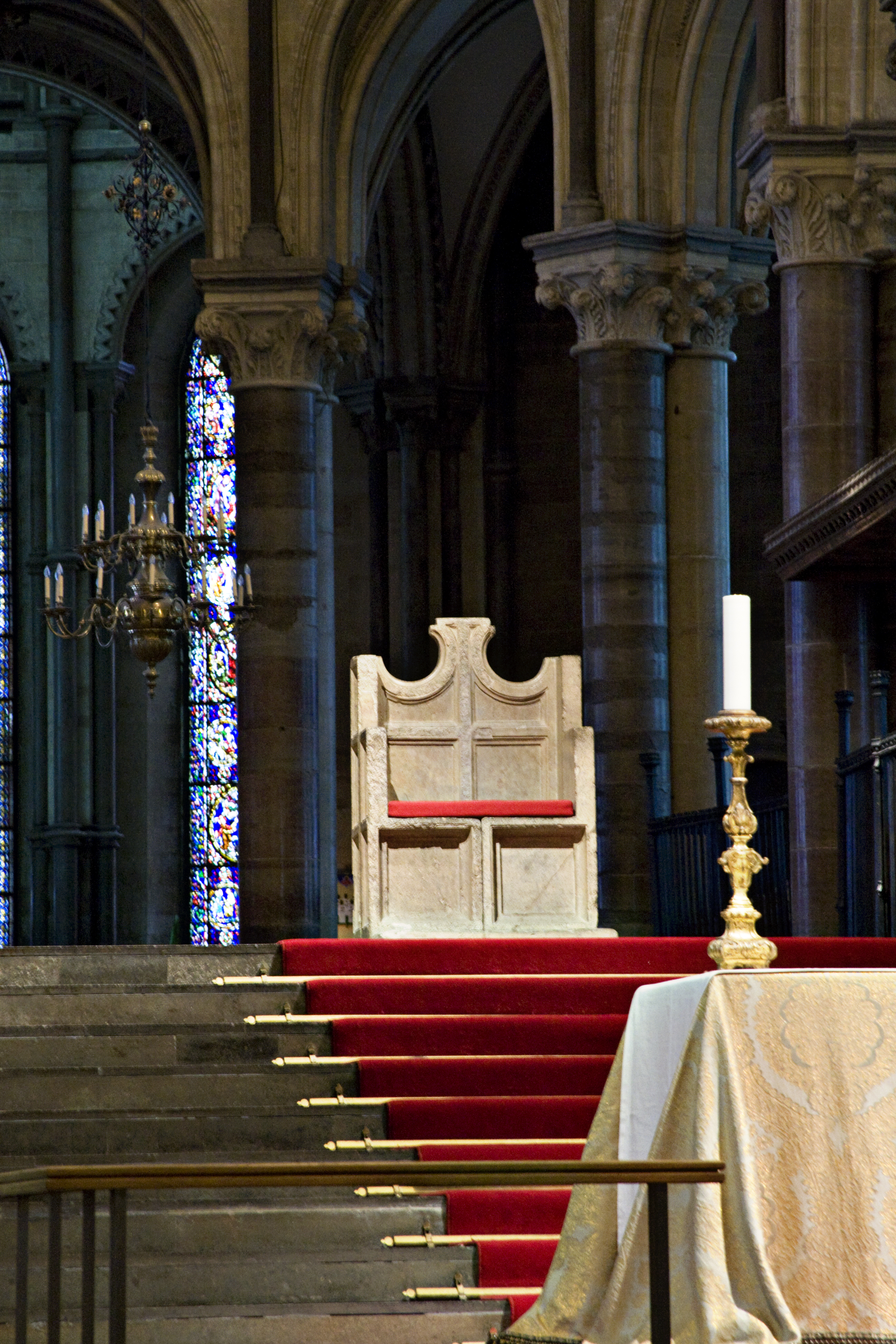
イギリス、カンタベリー大聖堂にある聖アウグスティヌスの椅子